# 프톨레마이오스 왕국
프톨레마이오스 왕국(코이네 그리스어: Πτολεμαϊκὴ βασιλεία 프톨레메케 바실레이아[*])은 이집트를 기반으로 한 헬레니즘 왕국이다. 프톨레마이오스 왕조가 다스렸으며, 기원전 323년 알렉산드로스 대왕이 사망한 후에 프톨레마이오스 1세 소테르의 상속과 함께 건국되었고 기원전 30년에 클레오파트라의 죽음과 로마의 정복으로 멸망했다.
프톨레마이오스 왕국은 스스로 파라오라 칭하고 남부 시리아에서 키레네와 남쪽의 누비아까지 뻗어있는 지역들을 지배한 강력한 왕조를 만들어낸 프톨레마이오스 1세 소테르에 의해 세워졌다. 학자들은 다른 달력의 사용 때문에 기원전 304년에 건국됐다고도 논쟁하는데, 프톨레마이오스는 고대 이집트 달력으로 기원전 304년 왕위에 올랐지만 고대 마케도니아 달력으로는 기원전 305년이며, 이 문제를 확실히 하기 위해 기원전 305/4년의 민중 파피루스를 프톨레마이오스 개국 1년으로 센다. 알렉산드리아는 수도이자 그리스 문화와 교역 주요한 중심이 되었다. 토착 이집트 민중들로부터 인정을 받기 위해, 프톨레마이오스의 왕들은 그들 스스로를 파라오의 후계자라 칭했다. 이후 프톨레마이오스 왕가는 친 형제, 자매들과 혼인하는 고대 이집트의 전통을 받아들였고, 이집트 양식과 복장을 한 체로 공공 기념물에 자신들을 묘사했으며, 고대 이집트 신앙 생활에도 참여했다. 프톨레마이오스 왕국은 외국과 내전에 연루되어 쇠퇴하였고 결국엔 로마에 합병되었다. 헬레니즘 문화는 이슬람에게 정복될 때까지 로마와 비잔티움 시기 내내 번영을 계속했다.

## 역사
프톨레마이오스의 이집트 통치 시대는 헬레니즘 시대의 가장 기록이 잘 된 시기 중 하나였다. 이 당시 그리스어와 이집트어로 된 풍부한 양의 파피루스가 이집트에서 발견되고 있다.

### 배경

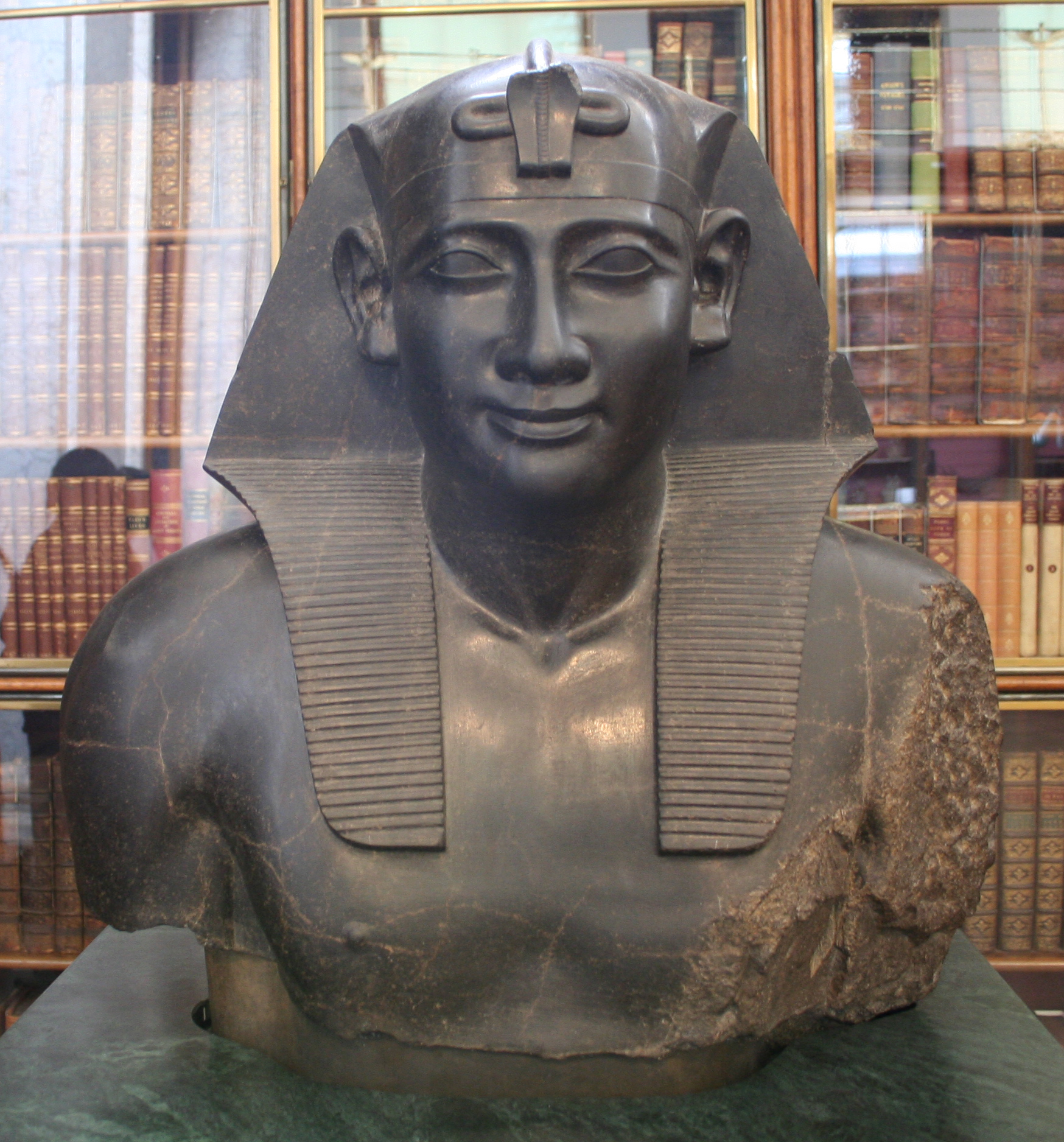
이집트 파라오 모습의 프톨레마이오스, 런던 대영박물관

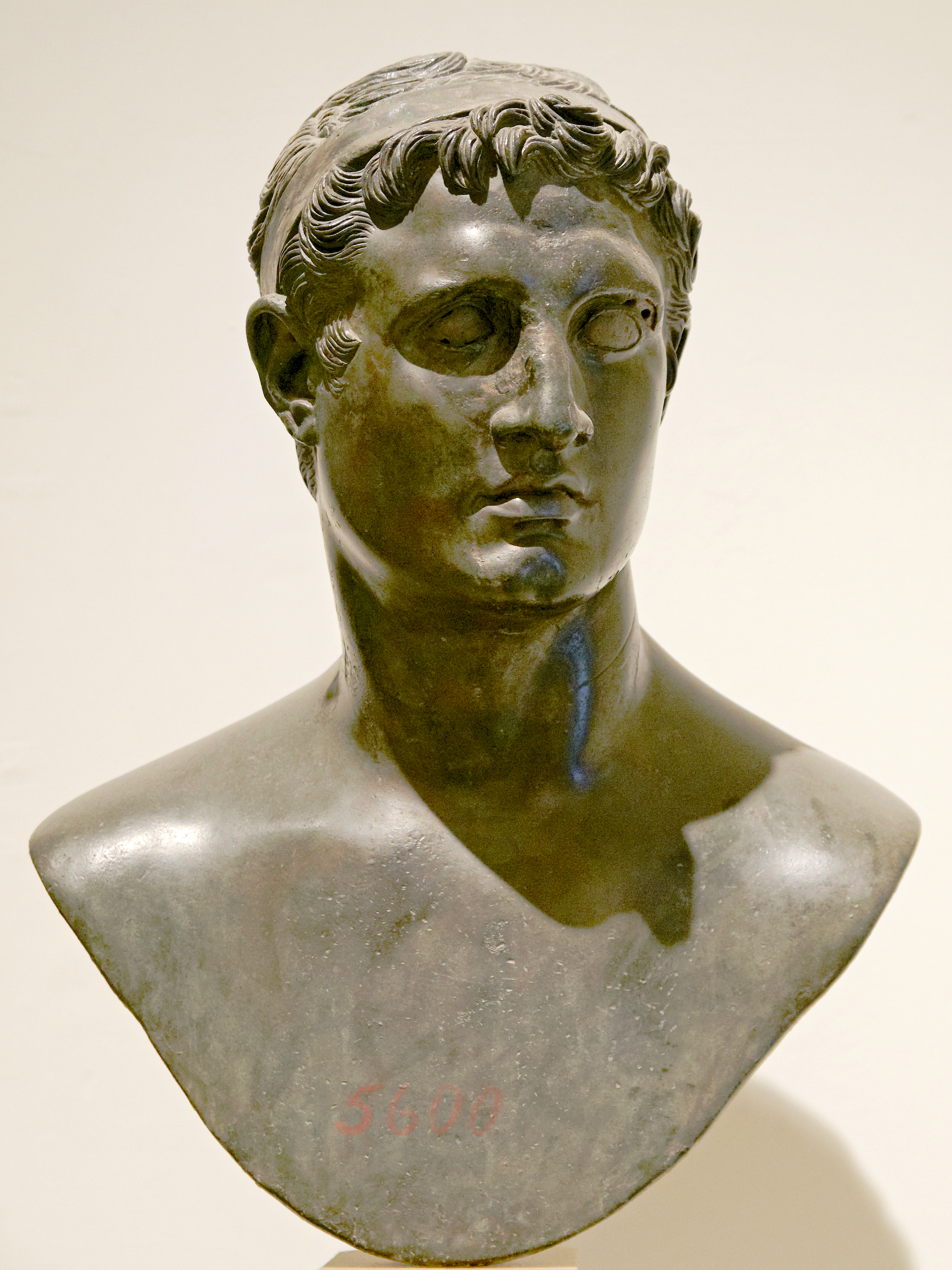
프톨레마이오스 2세 필라델포스 (기원전 309–246년)를 묘사한 흉상

기원전 332년에 마케도니아의 알렉산드로스 대왕은 아케메네스 왕조의 샤트라프령 이집트를 침입했다. 그는 멤피스를 방문했고, 시와 오아시스의 아문 신탁소를 찾아갔다. 신탁소는 그가 아문의 아들이 되었다고 선포했다. 그는 이집트인들의 종교에 존경을 표하며 그들을 회유했고, 사실상 이집트의 모든 고위직에 마케도니아인들을 임명했으며,  새로운 수도가 되는 신 그리스 도시 알렉산드리아를 세웠다. 이집트의 부는 이제 페르시아 제국의 나머지에 대한 알렉산드로스의 정복에 사용되었다. 기원전 331년 초에 그는 떠날 준비를 했고, 그의 군대를 페니키아로 이끌었다. 그는 그의 부재 때 이집트를 다스리기 위한  노마크로서 클레오메네스를 남겨뒀다. 알렉산드로스는 이집트로 다시는 돌아오지 않았다.

### 설립
기원전 323년 바빌론에서 알렉산드로스의 사망 이후 상속 문제가 그의 부관들 사이에 일어났다. 처음에는 페르디카스는 필리포스 3세가 되는 알렉산드로스의 배다른 형제 아리다이오스의 섭정으로 제국을 다스렸고, 그 후에는 필리포스 3세와 아버지인 알렉산드로스가 사망할 때 태어나지 않은 알렉산드로스 4세 모두의 섭정이었다. 페르디카스는 알렉산드로스의 가까운 전우 중 한 명인 프톨레마이오스를 이집트의 사트라프가 되도록 임명하였다. 프톨레마이오스는 명목상으로는 필리포스 3세와 알렉산드로스 4세의 공동 통치로서 기원전 323년부터 이집트를 통치했다. 하지만 알렉산드로스 대왕의 제국이 분열됨에 따라, 프톨레마이오스는 그의 권력으로서 지배자임을 명확히 했다. 프톨레마이오스는 기원전 331년 페르디카스의 침입으로부터 이집트를 성공적으로 지켜냈고, 디아도코이 전쟁 (기원전 322년-301년) 기간에 이집트와 그 주변 지역들을 굳건히 했다. 기원전 305년에 프톨레마이오스는 왕의 직위를 차지했다. 소테르 ("구원자")로서 그는 약 300년에 가까운 시기를 통치하는 프톨레마이오스 왕조를 세웠다.
프톨레마이오스 왕조의 모든 남성 통치자들은 “프톨레마이오스”라는 이름을 가진 한편, 공주와 왕비, 여왕들은 클레오파트라, 아르시노에, 베레니케 등의 이름들을 선호했다. 프톨레마이오스 왕조의 왕들은 친자매와 혼인하는 이집트인들의 관습을 받아들였기 때문에, 많은 왕들은 역시 자신들과 같은 왕가 출신들인 배우자들과 공동 통치를 했다. 이 관습은 프톨레마이오스 왕국의 정치를 혼란스럽게 근친상간으로 만들었고, 이후 프톨레마이오스 왕족들은 급작스럽게 약해졌다. 공식적으로 자신의 힘으로 통치를 한 프톨레마이오스의 여왕은 베레니케 3세와 베레니케 4세 뿐이었다. 클레오파트라 5세는 공동 통치를 했지만, 그 상대는 여성인 베레니케 4세였다. 클레오파트라 7세는 공식적으로는 프톨레마이오스 13세 테오스 필로파테르, 프톨레마이오스 14세, 프톨레마이오스 15세와 공동 통치를 했지만, 실질적으로는 그녀가 단독으로 이집트를 다스렸다.
초기 프톨레마이오스 왕들은 이집트인들의 종교나 관습을 간섭하지 않았다. 그들은 이집트 신들을 위한 대규모 신축 신전을 지었고 곧 옛 파라오들의 외관을 받아들였다. 프톨레마이오스 2세와 3세 통치 시기에 수 천명의 마케도니아 노병들이 농지를 수여받았고, 마케도니아인들은 식민지나 성채에 농사를 짓거나 이집트 전역의 마을에 정착했다. 중앙 정부에서 가장 동쪽에 있는 상이집트는 프톨레마이오스 1세가 수도 기능을 하기 위해 프톨레마이스 헤르미오우라는 그리스 식민지를 세웠음에도, 직접적인 효과는 덜 했다. 하지만 1세기 안에 그리스인들의 영향력은 이집트 전역에 퍼졌고 그리스인과 이집트인 사이의 혼인은 거대한 학식 계층인 그리스계 이집트인들을 만들어냈다. 그럼에도 그리스인들은 항상 프톨레마이오스 통치기 이집트의 소수 특권층으로 남았다. 그들은 그리스 법률 하에서 살았고, 그리스식 교육을 받았으며, 그리스 궁정에 들어가려 노력했고, 그리스 도시들의 시민이었다.

### 부흥

#### 프톨레마이오스 1세
프톨레마이오스 1세의 통치 초기는 알렉산드로스 제국의 다양한 후계자 국가들 사이의 디아도코이 전쟁에 의해 휘말렸다. 그의 최우선 목표는 안전하게 이집트를 그의 소유하에 두는 것이였고 두 번째는 그의 영토를 늘리는 것이었다. 몇 년 안에 그는 리비아, 코엘레 시리아 (유다이아 포함), 키프로스의 소유권을 얻었다. 시리아의 지배자 안티고노스가 알렉산드로스의 제국을 재통합 하려하자, 프톨레마이오스는 그에게 맞서는 반동맹에 가담했다. 기원전 312년에 바빌로니아의 지배자 셀레우코스와 동맹한 그는 가자 전투에서 안티고노스의 아들 데메트리오스를 격퇴시켰다.
기원전 311년에 강화 조약이 체결됐지만, 기원전 309년에 전쟁이 재발했고, 비록 기원전 306년에 해전에서 이후 그는 키프로스를 상실했지만 코린토스와 그리스 다른 지역들을 차지했다. 그 뒤로 안티고노스는 이집트를 공격하려 했으나 프톨레마이오스는 그를 상대로 전선을 유지했다. 반동맹이 기원전 302년 안티고노스에 맞서 다시 이뤄지자, 프톨레마이오스는 가담했으나, 그와 그의 병력 모두 다 안티고노스가 이프소스 전투에서 패배, 전사 할 때 참여하지 않았다. 그는 대신 코엘레 시리아와 팔레스타인을 확보할 기회를 얻었고, 셀레우코스에게 그곳들을 양도하기로 합의한 걸 위반하는 것이였기에 장차 시리아 전쟁의 사태를 마련했다. 그때부터 프톨레마이오스는 영토 전쟁을 피하려 노력했고, 기원전 295년에 키프로스를 되찾았다.
이제 왕국이 안전해졌다고 느낀 프톨레마이오스는 기원전 285년에 왕비 베레니케에 의해 아들 프톨레마이오스 2세와 같이 공동 통치를 했다. 그후로 그는 알렉산드로스의 원정에 관한 역사를 저술하는데 그의 은퇴 후 삶을 헌신했지만, 안타깝게도 이것은 소실되었지만 후대의 아리아노스의 저서에 주요 사료 중 하나였다. 프톨레마이오스 1세는 84세의 나이로 기원전 283년에 사망했다. 그는 아들에게 안정적이고 잘 관리된 왕국을 남겨주었다.

#### 프톨레마이오스 2세
기원전 283년에 이집트의 왕 자리를 물려받은 프톨레마이오스 2세 필라델포스는 온화하고 교양있는 왕이였으며, 대단한 투사 유형의 왕은 아니였다. 그는 그럴 필요가 없었는데, 그의 아버지가 이집트를 강력하고 번창하기 남겼기 때문이었다. 그의 통치 시작 시기에 3년 간의 전쟁 (제1차 시리아 전쟁이라 불림)은 프톨레마이오스 왕국을  에게해의 섬들 (네시오톤 동맹), 킬리키아의 해안 지역, 팜필리아, 리키아, 카리아를 지배하는 동부 지중해의 패권자로 만들었다. 하지만 일부 영토는 제2차 시리아 전쟁의 결과로서 그의 통치 말년에 상실하고 말았다. 기원전 270년대에 프톨레마이오스 2세는 전쟁에서 쿠시 왕국을 패배시키고, 쿠시 왕국의 영토에 자유로운 통행권과 이집트 남부에 도데카소이노스 (Dodekasoinos)라고 알려진 중요한 금광 지대를 얻었다. 결과적으로, 프톨레마이오스 왕국은 포트수단만큼 최남단의 항구들과 사냥터를 확보했고, 그것으로부터 수 백명으로 이뤄진 코끼리 생포대들이 전투 코끼리들을 찾았다. 헬레니즘 문화가 이 당히 쿠시에서 중요한 영향력을 얻었을 것이다.
프톨레마이오스 2세의 첫번째 부인은 리시마코스의 딸 아르시노에 1세이며, 그의 적출들의 어머니였다. 그는 이집크의 관습을 시작하고 반면 이집트인들을 기쁘게 하기 위해, 그들의 관습을 따라 그의 여동생 아르시노에 2세와 결혼을 하고나서 그의 평판은 통치 말년에 중대한 결과를 가졌다. 알렉산드리아 궁정의 물질적, 문학적 번영은 프톨레마이오스 2세 시기의 정점을 이루었다. 알렉산드리아 도서관의 관리자 칼리마코스, 테오크리토스, 다수의 시인들은 프톨레마이오스 왕가를 찬미했다. 프톨레마이오스 그 스스로는 알렉산드리아 도서관을 증축하고 과학 연구를 후원하는 것에 열정적이었다. 그는 알렉산드리아를 헬레니즘 세계의 경제, 문화, 지식의 중심지로 만들기 위해 아낌없이 비용을 썼다. 현재 우리가 보유한 많은 그리스의 문학적 유산들의 보존품들은 알렉산드리아의 아카데미와 도서관들의 것이다.

#### 프톨레마이오스 3세

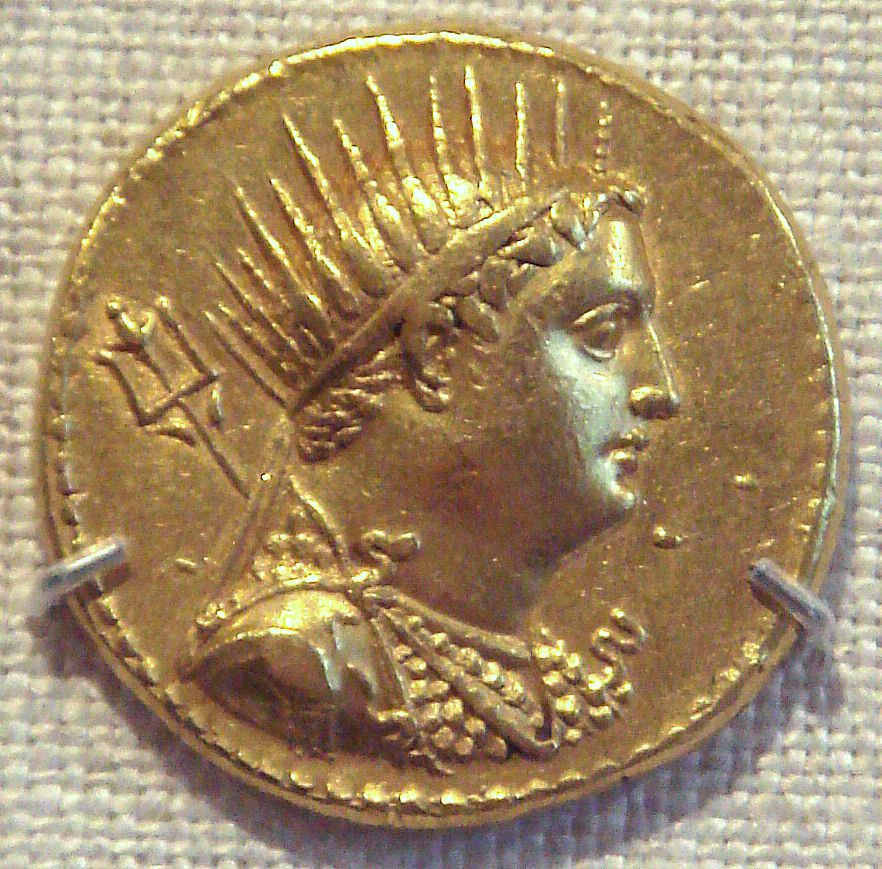
프톨레마이오스 3세를 묘사하고 있는 동전.

프톨레마이오스 3세 에우에르게테스 (“후원자”)는 기원전 246년에 아버지의 뒤를 이어받았다. 그는 누이 셀레우코스의 왕비 베레니케와 그녀의 아들이 정치적 분쟁에서 살해당하자, 다른 마케도니아 제국의 후계자 국가들과의 전쟁을 피하는 전임자들의 정책을 폐기하고, 시리아의 셀레우코스 제국과 제3차 시리아 전쟁에 돌입했다. 프톨레마이오스 3세는 멀리는 바빌로니아까지 셀레우코스 제국의 심장부로 진격했고, 반면 에게해에 있는 그의 함대는 북쪽으로는 멀리 트라키아까지 완전히 정복했다.
이 전쟁의 승리는 프톨레마이오스 왕국 힘의 최절정기라고 나타낸다. 셀레우코스 2세 칼리니코스는 그의 제위를 유지했지만, 이집트 함대는 소아시아와 그리스 대부분을 통제했다. 이 승리 이후 프톨레마이오스는 그리스 정책으로 마케도니아의 적들을 후원을 하기는 했지만, 더 이상 전쟁에 적극적으로 참여하지 않았다. 그의 국내 정책은 이집트 토착 종교에 보다 아낌없이 후원한 것이 그의 아버지와 차이를 보였는데, 그는 이집트 기념물들 사이에서 커다란 흔적을 남겼다. 그의 통치 시기는 프톨레마이오스 왕국의 점진적인 “이집트화”로 나타난다.

### 쇠퇴

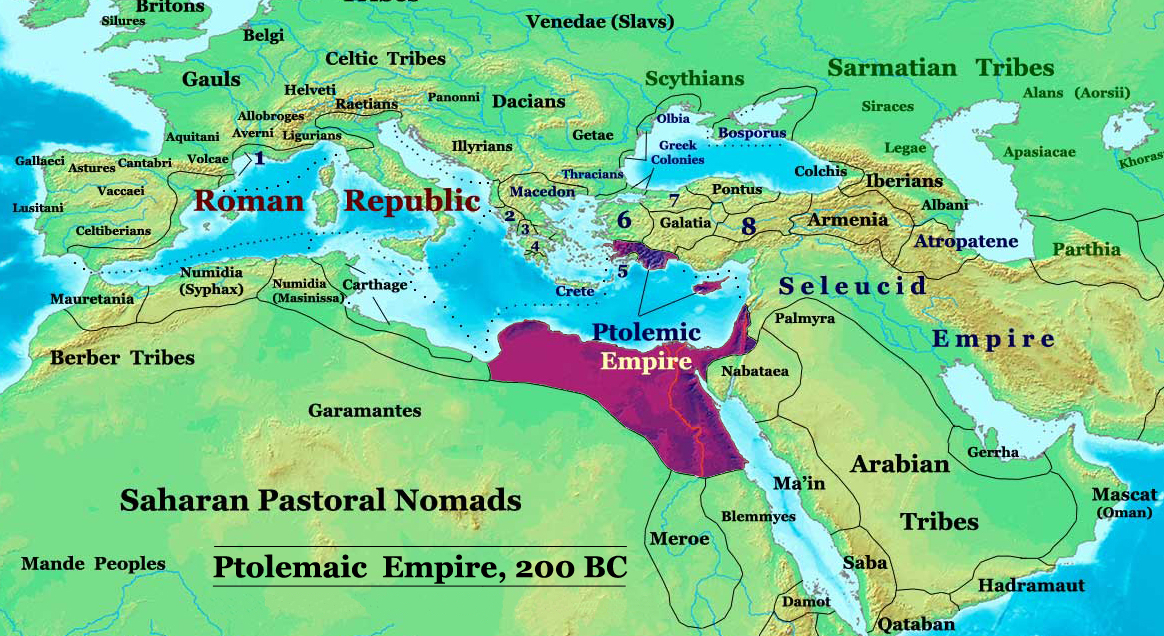
기원전 200년의 프톨레마이오스 제국. 또한 이웃 국가들을 보여준다.

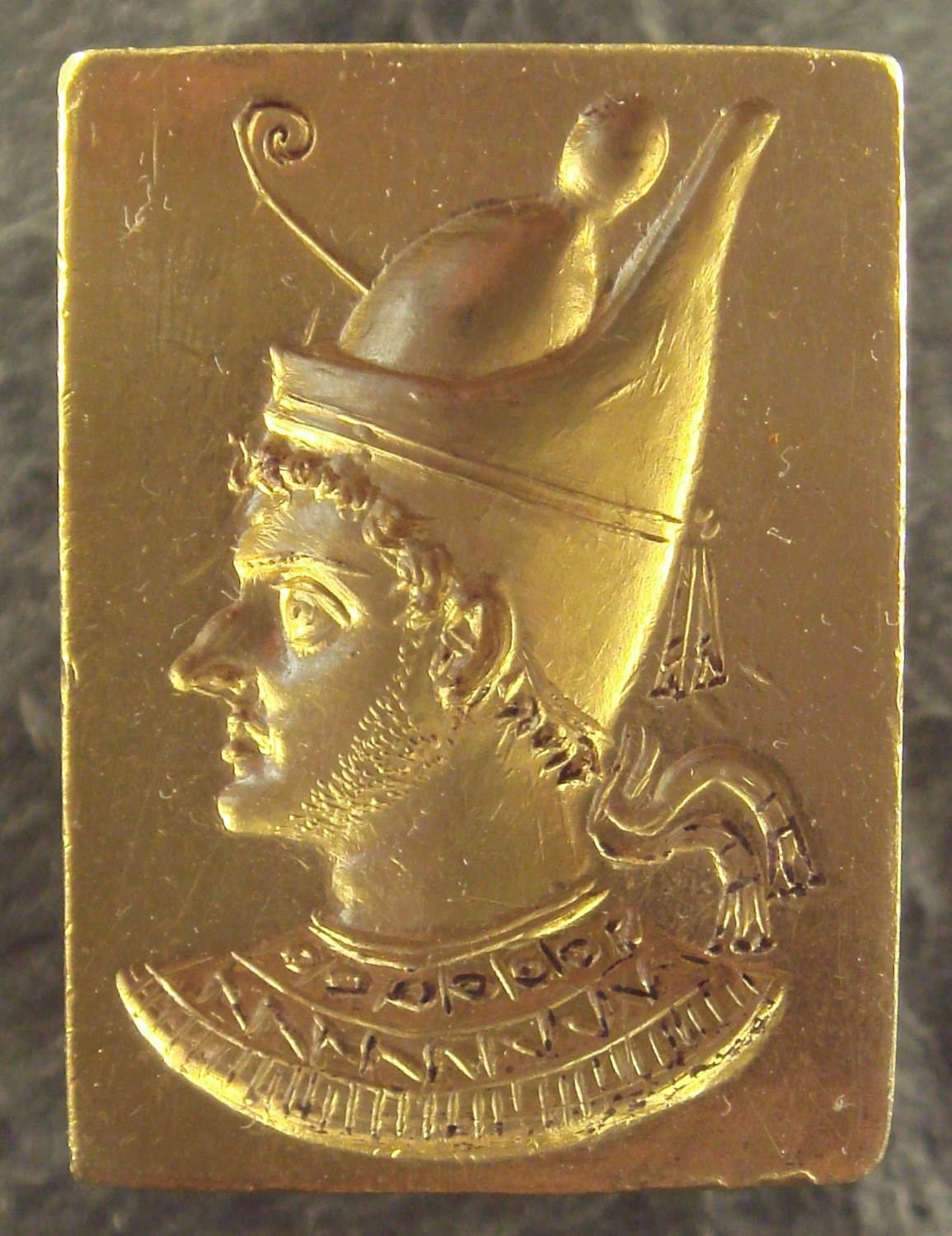
이집트 파라오 모습의 프톨레마이오스 6세 필로메토르. 루브르 박물관.

#### 프톨레마이오스 4세
기원전 221년에 프톨레마이오스 3세는 사망했고 그 뒤를 프톨레마이오스 왕국의 쇠퇴가 시작된 유약하고 부패한 왕이자 그의 아들인 프톨레마이오스 4세 필로파토르가 물려받았다. 그의 재임은 그의 어머니를 살해하면서 시작되었고, 그는 항상 정권을 통제했던 총신들의 영향을 받았다. 그럼에도 그의 신하들은 코엘레 시리아에 대한 안티오코스의 공격을 맞이 할 때 중요한 방비를 해낼 수 있었으며, 기원전 217년 라피아 전투로 왕국을 지켜냈다. 그의 통치 기간 국내 통치의 약점의 신호는 20년간 국토의 절반을 차지한 토착 이집트인들의 반란이었다. 필로파토르는 진탕 마시고 노는 종교와 학문에 심취했었다. 그는 여동생 아르시노에와 혼인했으나, 그녀는 그의 정부인 아가토클레아 (Agathoclea)의 지배를 받았다.

#### 프톨레마이오스 5세와 프톨레마이오스 6세

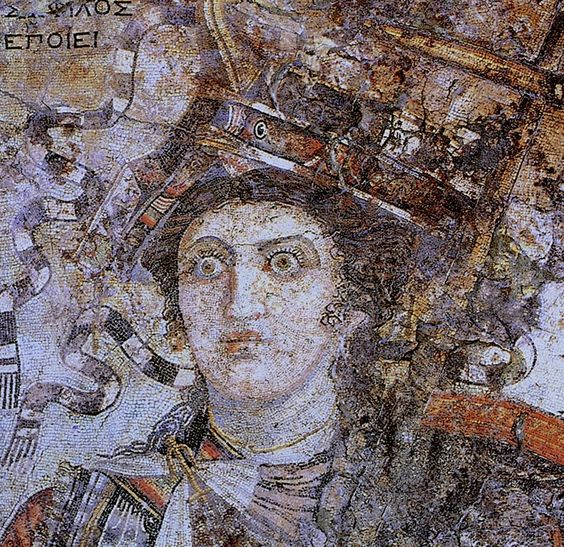
현재 알렉산드리아의 그리스 로마 박물관에서 소장중인 기원전 200년 경에 헬레니즘 예술가 소필로스 (Sophilos, 서명)가 만든 이집트 트무이스 (멘데스)의 모자이크. 묘사된 여성은 알렉드리아의 의인화인 프톨레마이오스 왕비 베레니케 2세 (남편 프톨레마이오스 3세와 공동 통치)이고, 그녀의 왕관은 선박의 뱃머릴를 나타나며, 반면 그녀는 자신의 의복에 프톨레마이오스 제국 해군력과 지중해에서의 번영을 나타내는 닻 모양의 브로치;를 뽐내고 있다.

필로파토르와 아르시노에의 아들 프톨레마이오스 5세 에피파네스는 10살이라는 나이에 왕위에 올랐고, 일련의 섭정들이 나라를 운영했다. 셀레우코스 제국의 안티오코스 3세와 마케도니아의 왕 필리포스 5세는 프톨레마이오스 영토를 차지하기 위해 협정을 맺었다. 필리포스는 카리아와 트라키아의 섬들과 영토를 점령하는 한편 기원전 200년의 파니움 전투는 프톨레마이오스에게서 셀레우코스에게 코엘레 시리아를 넘기게 했다. 이 패배 후 이집트는 지중해에서 세력을 키워가던 로마와 동맹을 맺었다. 기원전 180년 이전 그가 이른 나이에 사망하기 이전에 성년이 된 에피파네스는 폭군이 되었다. 그의 자리는 미성년자인 아들 프톨레마이오스 6세 필로메토르가 계승했다.
기원전 170년 안티오코스 4세 에피파네스는 이집트를 침입하여 필로메토르를 폐위시켰다. 성경의 몇몇 버전들인 마카베오서 1:16-19의 구절을 해석하면 이렇다:
 안티오코스에 앞서 프톨레마이오스 왕국이 세워졌을 때, 그는 두 개의 왕국을 영토로 두기 위하여 이집트를 통치하겠다고 생각했다. 그래서 그는 무수한 군사, 전차, 코끼리, 기수, 해군을 이끌고 이집트에 들어와 이집트의 프톨레마이오스 왕을 상대로 전쟁을 벌였다. 프톨레마이오스 왕은 그를 두려워하여, 달아났고, 많은 이들이 부상을 입어 죽었다. 게다가 그의 군대는 이집트 땅의 강력한 도시들을 차지하고 약탈을 벌였다.
필로메토르의 동생 (이후 프톨레마이오스 8세 에우에르게테스 2세)이 허수아비 왕으로 세워졌다. 안티오코스가 물러나자, 형제들은 그들의 자매인 클레오파트라 2세와 공동 통치하기로 동의했다. 하지만 그들은 곧 사이가 틀어져, 두 형제들 사이의 다툼은 로마의 개입과 이집트에 대한 영향력 증가를 허용했다. 결국엔 필로메코르가 왕위를 되찾았다. 기원전 145년 그는 안티오키아 전투에서 전사한다.

#### 후기 프톨레마이오스 왕들
필로메토르는 또다른 미성년자인 그의 아들 프톨레마이오스 7세 네오스 필로파토르가 계승했다. 하지만 에우르게테스가 곧 돌아와, 어린 조카를 살해하고 왕위를 장악하였으며, 프톨레마이오스 8세는 곧장 자신이 잔혹한 폭군임을 증명했다. 기원전 116년에 사망할 때, 그는 왕국을 아내 클레오파트라 3세와 아들 프톨레마이오스 9세 필로메토르 소테르 2세에게 남겼다. 어린 왕은 기원전 107년에 어머니에 의해 쫓겨났고, 그녀는 에우르게테스의 막내 아들 프톨레마이오스 10세 알렉산드로스 1세와 공동 통치로 다스렸다. 기원전 88년 프톨레마이오스 9세는 다시 왕위를 되찾았고 기원전 80년에 사망할 때까지 왕위를 유지했다. 그는 프톨레마이오스 10세의 아들 프톨레마이오스 11세 알렉산드로스 2세가 계승했다. 그는 친척이자 이모, 아내인 그의 새어머니를 죽인 후, 알렉산드리아의 민중들에게 린치를 당했다. 이 추잡한 왕가의 싸움은 이집트를 더욱 약하게 만들어 버렸다. 당시 그리스 세계의 대부분을 흡수한 로마의 “사실상” 보호국이 되었다.
프톨레마이오스 11세는 플룻 연주자라는 뜻의 아울레테스 (Auletes)라는 별명을 지닌 프톨레마이오스 9세의 아들 프톨레마이오스 12세 아울레테스가 계승했다. 이때부터 로마는 이집트 문제의 중재자였으며, 리비아와 키프로스를 합병했다. 기원전 58년 아울레테스는 알렉산드리아 민중들에 의해 쫓겨났지만, 로마군이 3년 뒤에 그를 복위 시켜주었다. 기원전 51년에 그가 사망하고, 왕국을 그의 10살 짜리 아들 프톨레마이오스 13세 테오스 필로파테르에게 남겼고, 그는 누이이자 아내인 17살인 클레오파트라 7세와 공동 통치했다.

### 제국 말년

#### 클레오파트라

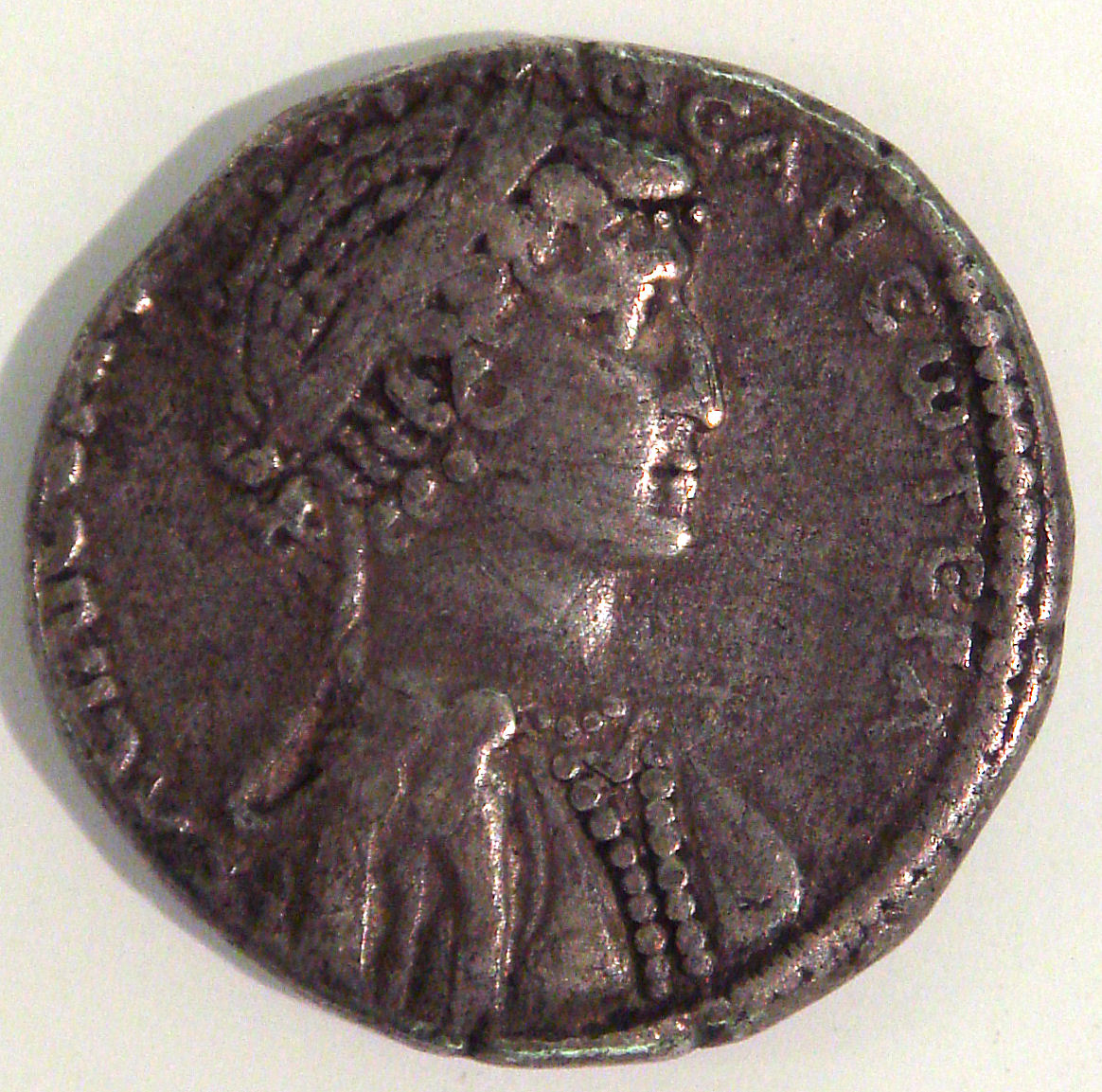
클레오파트라의 초상이 있는 동전

클레오파트라 7세는 18살의 나이에 그녀의 아버지 프톨레마이오스 12세 네오스 디오니소스가 사망하자, 이집트 왕위가 내려왔다. 그녀는 여왕 “필로파토르”이자 파라오로서 여러 남자 공동 섭정들과 함께 기원전 51년부터 그너가 39세 나이로 사망한 기원전 30년까지 통치했다.
프톨레마이오스 세력의 종언은 로마 제국의 부흥과 동시에 일어났다. 선택의 여지가 없었고, 마케도니아와 셀레우코스 제국이 로마에게 떨어지는걸 목격하자, 프톨레마이오스 왕들은 로마인들과 동맹을 하기로 택했으며, 이 동맹은 150년간 지속됐다. 후기 프톨레마이오스 왕들의 통치 기간에 로마는 이집트에 대한 훨씬 더욱 영향력을 얻었고, 마침내 프톨레마이오스 왕조의 보호자라고 선포하였다. 클레오파트라의 아버지 프톨레마이오스 12세는 왕위를 지키기 위해 로마인들에게 막대한 이집트의 부와 자원을 공물로 지불했다. 그의 죽은 이후, 클레오파트라오 남동생이 왕위를 상속했지만, 그들의 관계는 곧 악화됐다. 클레오파트라는 프톨레마이오스 13세의 조언자들에 의해 권위와 직위를 빼앗겼다. 망명을 생각하면서도, 그녀는 왕위를 되찾기 위한 군대를 양성하려는 시도를 했다.

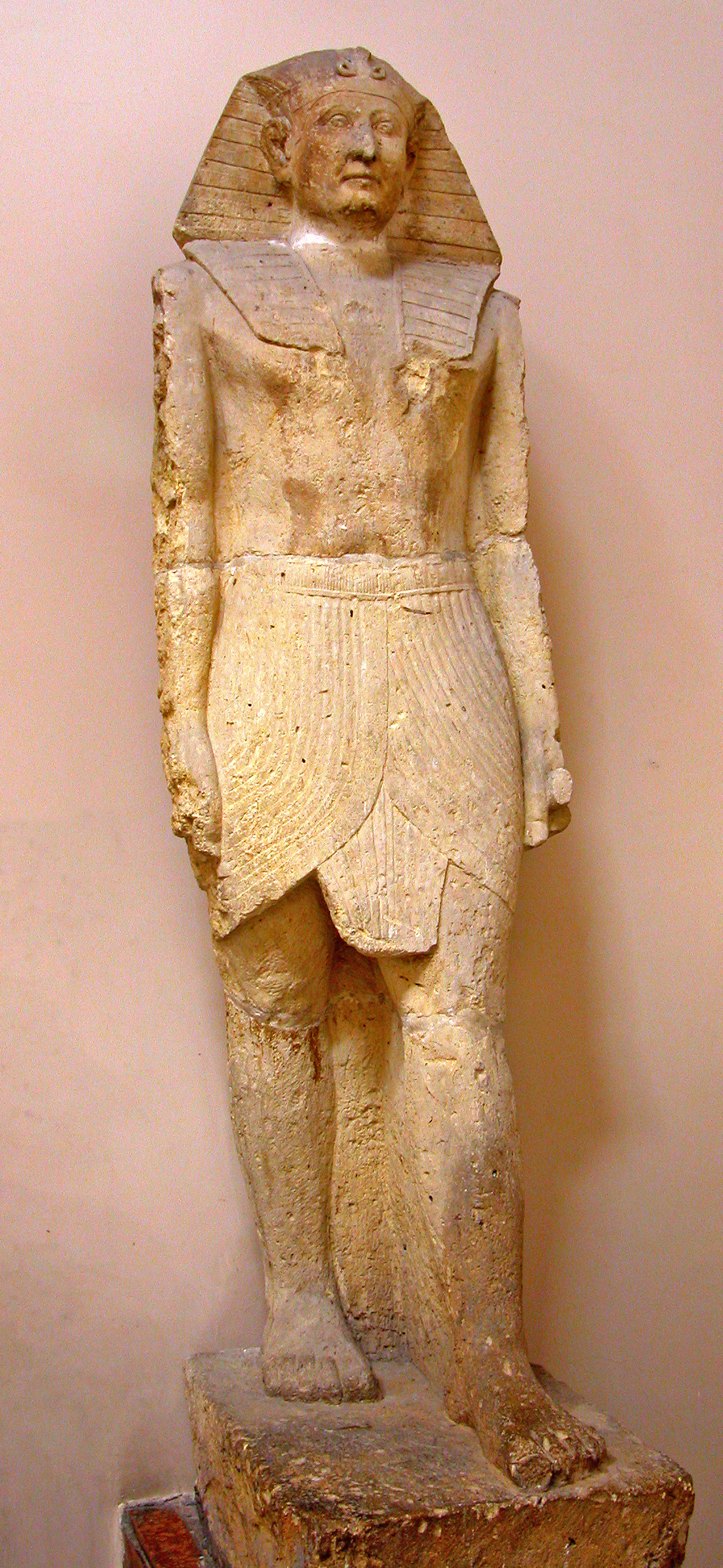
파라오 모습을 한 클레오파트라의 아버지 프톨레마이오스 12세. 파이윰의 악어 신전에 세워졌다.

율리우스 카이사르는 로마의 곡물 및 다른 대량의 상품들의 공급처인 이집트에서 일어난 내전이 무역에 나쁜 영향을 미치자, 내전을 진압하기 위해 기원전 48년에 로마를 떠나 알렉산드리아로 출발했다. 알렉산드리아 궁전에서 머무는 동안에 그는 22세의 클레오파트라를 맞닥뜨렸다고 하는데, 전해진 바에 의하면 몰래 카페트에 덮인체로 그에게 전달되었다고 한다. 그녀는 프톨레마이오스 13세를 떨어트려 놓으려면 카이사르의 지원이 있어야 한다고 확신했었다. 로마의 지원 병력이 도착하고, 알렉산드리아 전투가 벌어지고 나서, 프톨레마이오스 13세는 나일강 전투에서 패배하였다. 그뒤에 그는 익사를 했지만, 그럼에도 그의 사망 정황은 확실치 않다.

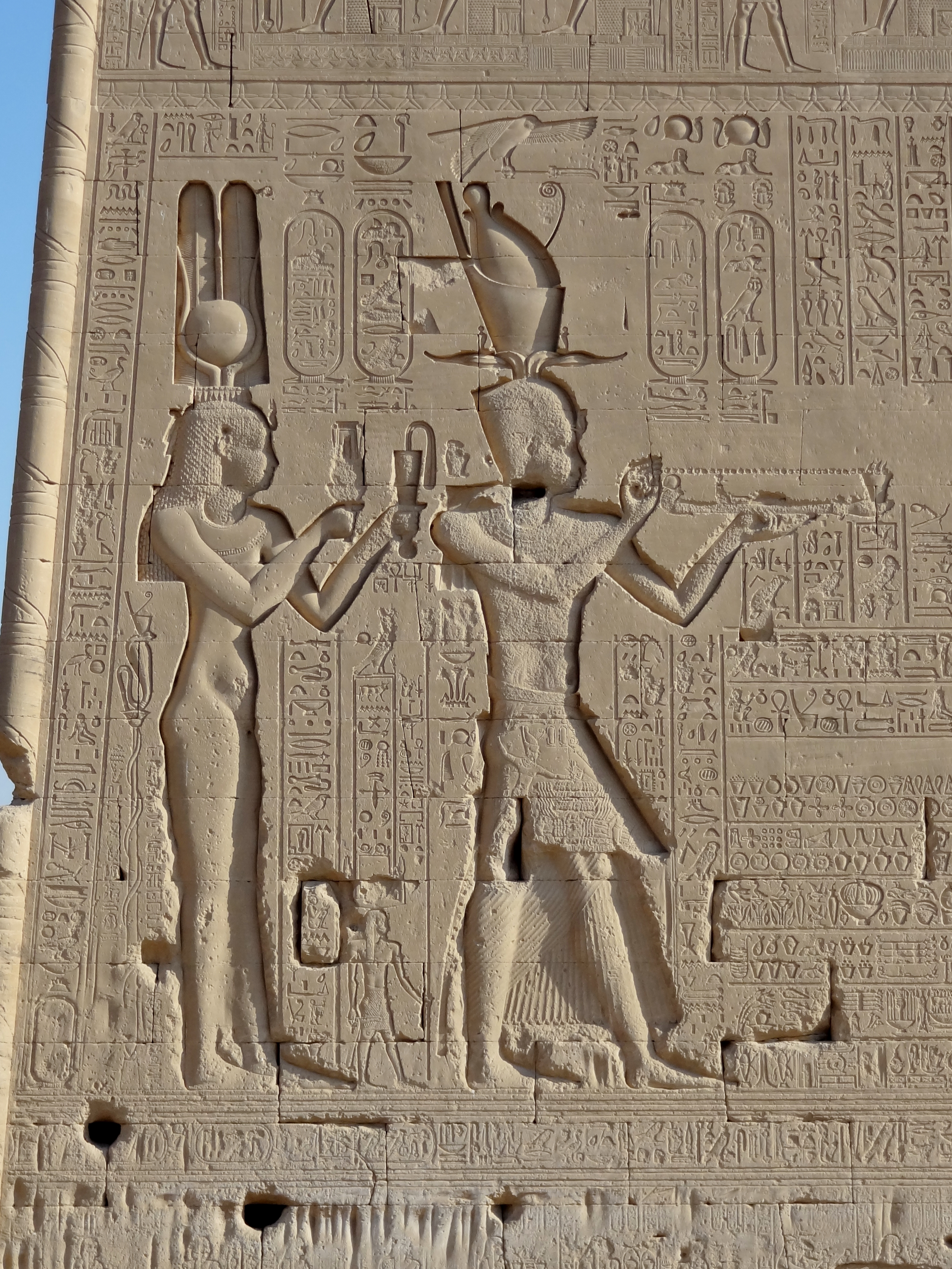
이집트 덴데라 신전에 있는 프톨레마이오스 여왕 클레오파트라 7세와 카이사리온의 부조.

그녀의 남동생 프톨레마이오스 14세와 혼인하고 나서인 기원전 47년 여름에, 클레오파트라는 카이사르와 함께 배틀 타고 나일강을 따라 두 달을 여행했다. 그들은 함께 클레오파트라를 파라오로 숭배하던 덴다라를 방문했다. 그들은 연인이 되었고, 그녀는 아들 카이사리온을 낳았다. 기원전 45년에 클레오파트라와 카이사리온은 알렉산드리아를 떠나 로마로 향하여 그들을 기념하여 카이사르가 지은 궁전에서 머물렀다.
기원전 44년에 카이사르가 몇몇 원로원들에게 로마에서 살해당했다. 그의 죽음으로, 로마는 마르쿠스 안토니우스와 옥타비아누스 지자자들로 나뉘었다. 마르쿠스 안토니우스가 우세해보이자, 클레오파트라는 그를 지원했고 얼마 안되어, 그들은 연인이 되었고 결국엔 이집트에서 결혼식을 올렸다 (그럼에도 그들의 혼인은 안토니우스가 로마의 여성과 결혼을 했었기에 로마 법률상으로는 인정되지 않았다.). 그들의 결합은 쌍둥이 남매 클레오파트라 셀레네와 알렉산드로스 헬리오스, 또 다른 아들 프톨레마이오스 필라델포스 세 명의 자녀들을 낳았다.
클레오파트라와의 마르쿠스 안토니우스의 동맹은 로마를 더욱 화나게 하였다. 로마인들에게 권력에 굶주린 마녀라는 낙인이 찍힌 그녀는 마르쿠스 안토니우스를 꼬드겨 로마를 정복하게 했다는 고발을 당했다. 기원전 34년 가을 타르수스, 키레나이카, 크레타, 키프로스, 이스라엘 모두를 클레오파트라에 의해서 안토니우스의 자녀들에게 위성국의 왕으로서 넘긴 알렉산드리아 기증 의식은 더욱 격노하게 했다. 그의 유서에서도 사망시에 시신을 로마로 가져가기보다는 알렉산드리아에 묻히기를 바라였고, 이를 옥타비아누스는 로마 민중에게 더욱 반감들을 뿌리 심으며 안토니우스에 맞서는데 사용했다.
옥타비아누스는 안토니우스에 대한 대중들의 인기가 낮을 때 재빨리 그와 클레오파테르라에게 전쟁을 선포했다. 그들의 해군은 악티움에서 격돌했고, 마르쿠스 빕사니우스 아그리파의 병력이 클레오파트라와 안토니우스의 해군을 패배시켰다. 옥타비아누스는 이집트를 로마의 속주라고 주장하기 이전에 1년을 기다렸다. 그는 알렉산드리아에 상륙하여 도시 외각에서 마르쿠스 안토니우스 잔여 병력을 쉽게 패배시켰다. 옥타비아누스의 손에 자신의 죽음이 놓여있다는 걸 직감한 안토니우스는 그의 검에 떨어져 자살을 시도했다. 그럼에도 그는 겨우 살아남아, 마우솔레움에서 방어채비를 갖추고 있던 클레오파트라에게 데려가지지만, 그는 그 곳에서 곧 사망하고 만다.
자신이 옥타비아누스의 개선식에서 전시 (그리고 그 후에는 처형당할 것 같자) 되기 위해 로마로 끌려갈 것이라는걸 안 클레오파트라와 그녀의 시녀들은 기원전 30년 8월 12일 자살을 했다. 전설과 많은 고대 사료들에서는 그녀가 코브라의 독에 물려 죽는 방식으로 죽었다고 주장하며, 다른 자료들에서는 그녀가 독약을 사용하거나 옥타비아누스의 명령으로 죽었다고도 한다.
율리우스 카이사르에게서 태어난 그녀의 아들 카이사리온은 어머니가 죽은지 몇 주 안에 붙잡혀 처형당했을 것으로 보일 때까지 명목상 어머니 클레오파트라를 계승했다. 안토니우스에게서 태어난 자녀들은 옥타비아누스가 인정을 배풀어주었고 누이인 옥타비아 미노르의 집안에서 기르기 위해 그녀에게 보냈다. 이중 그들의 딸 클레오파크라 셀레네는 옥타비아누스의 중매를 통해 마우레타니아 왕가와 결혼하였다. 그녀의 자손들을 통해서 프톨레마이오스 왕가는 로마 귀족들과도 결혼을 하였다.
클레오파트라와 카이사리온의 죽음으로, 프톨레마이오스 왕조와 완전한 상태의 파라오의 이집트는 막을 내렸다. 알렉산드리아는 지역의 중심지로 남았지만, 이집트 그 자체는 로마의 속주가 되었다.

#### 로마 통치기

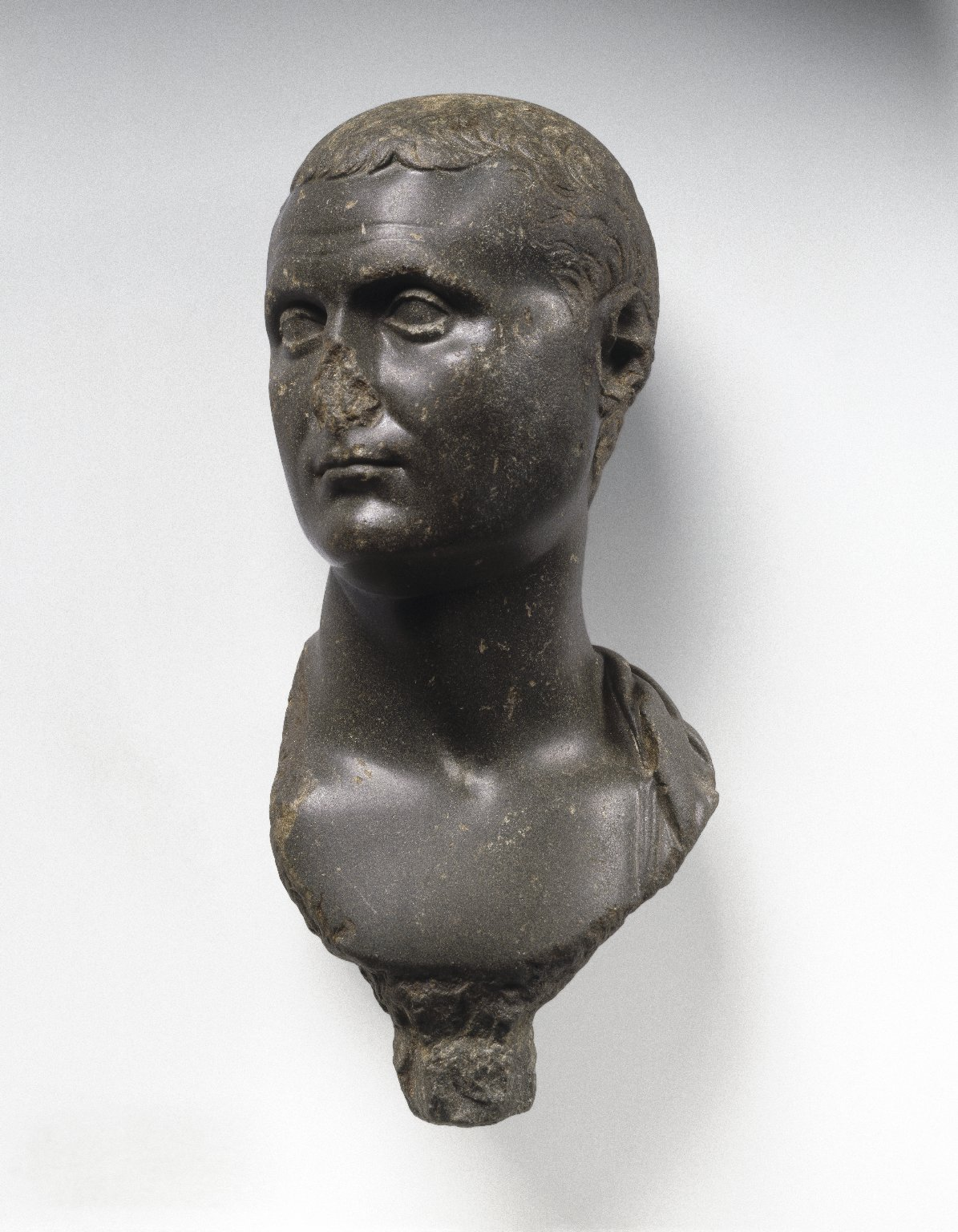
기원전 30년 경– 서기 50년 것으로, 추정되는 로마 귀족의 흉상, 54.51, 브루클린 박물관

클레오파트라 7세 사망 이후인 기원전 30년에 로마 제국은 이집트가 자신들의 속주 (아이깁투스)라고 선포하였으며, 로마 원로원의 간섭을 막기 위해서 원로원으로부터 파견된 총독이 아니라 에퀴테스 계층에서 황제가 선정한 관리에 의해 감독되었다. 이집트에 대한 로마의 주요 관심은 항상 로마 시에 믿을 수 있는 곡물 전달이었다. 이를 위해서 고위직에 있던 그리스인들을 로마인들로 대체하기는 했지만, 로마 행정부는 프톨레마이오스 통치 체계를 바꾸지 않았다. 그렇지만 그리스인들이 대부분의 행정직에서 계속 일을 했고 그리스어는 고위직을 제외하면 행정 언어로서 남았다. 그리스인들과 다르게 로마인들은 이집트에 많은 이들이 정착하지는 않았다. 로마 통치 내내 문화, 교육, 도시 생활이 많은 부분 그리스의 것이었다. 로마와 황제 숭배를 서서히 도입시켰긴 했지만, 프톨레마이오스 왕들처럼 로마인들은 이집트의 종교와 관습을 존중했다.
기원전 25년쯤,  그리스의 지리학자, 철학자, 역사가 스트라본은 필라이 (Philae)에 이를 때까지 나일강을 항해한 후, 그 지점에서 서기 17년까지 그의 생애에 대한 조금의 기록이 남아있다.
2017년 Nature Communications 연구에 따르면, 화산 폭발이 나일강에 농작물 수확에 부정적인 영향을 끼치는 영향을 주었을 뿐만 아니라 프톨레마이오스 이집트의 반란을 촉발했다고 한다.

## 문화
아리스토텔레스의 제자 팔레론의 데메트리오스의 조언으로 프톨레마이오스 1세가 박물관과 알렉산드리아 도서관을 세웠던 것으로 보인다. 박물관은 왕이 후원하는 연구 중심지였고. 알렉산드리아의 왕실 지구에 있었다. 학자들은 같은 지구에 거주했고 프톨레마이오스 통치자들의 후원을 받았다. 도서관 관장은 왕자의 교육도 담당했다. 도서관의 첫 150년 간에 연구의 보고는 일류 그리스 학자들을 불러들였다. 학문, 문학, 과학의 중심지였다.
그리스 문화는 알렉산드로스 대왕이 알렉산드리아를 세우기 이전부터 이집트에서 오래되긴 했지만 작은 존재감을 갖고 있었다. 많은 파라오들에 의해 후원을 받은 그리스 식민지인들이 무역항 나우크라티스를 세우며 시작했다. 외국의 지배와 쇠퇴 시기의 이집트에서 파라오들은 용병들이자 심지어는 조언가들로서 그리스인들에게 의지했다. 페르시아인들이 이집트를 차지했을 때, 나우크라티스는 중요한 그리스 항구로서 남았고 그 곳의 식민지인들도 이집트의 반란 왕족들과 페르시아 왕들 양쪽의 용병들로 사용되었으며, 이들은 이후 용병들에게 땅을 부여하여, 그리스 문화가 나일강 계곡에 퍼졌다. 알렉산드로스 대왕이 도착하자, 그는 페르시아의 항구인 라코르티스 (Rhakortis)가 있던 장소에 알렉산드리아를 세웠다. 알렉산드로스 사망 후, 지배권이 라고스 (프톨레마이오스) 왕조의 손이 넘어간 후, 이들은 그들의 제국에 그리스 도시들을 세웠고 자신들의 많은 전투에 참가한 퇴역병들에게 이집트 전국의 땅을 수여했다. 헬레니즘 문명은 악티움 해전 이후 로마가 이집트를 합병하고 나서에도 번영이 계속되었고 이슬람의 정복이 이뤄질 때까지 쇠퇴하지 않았다.

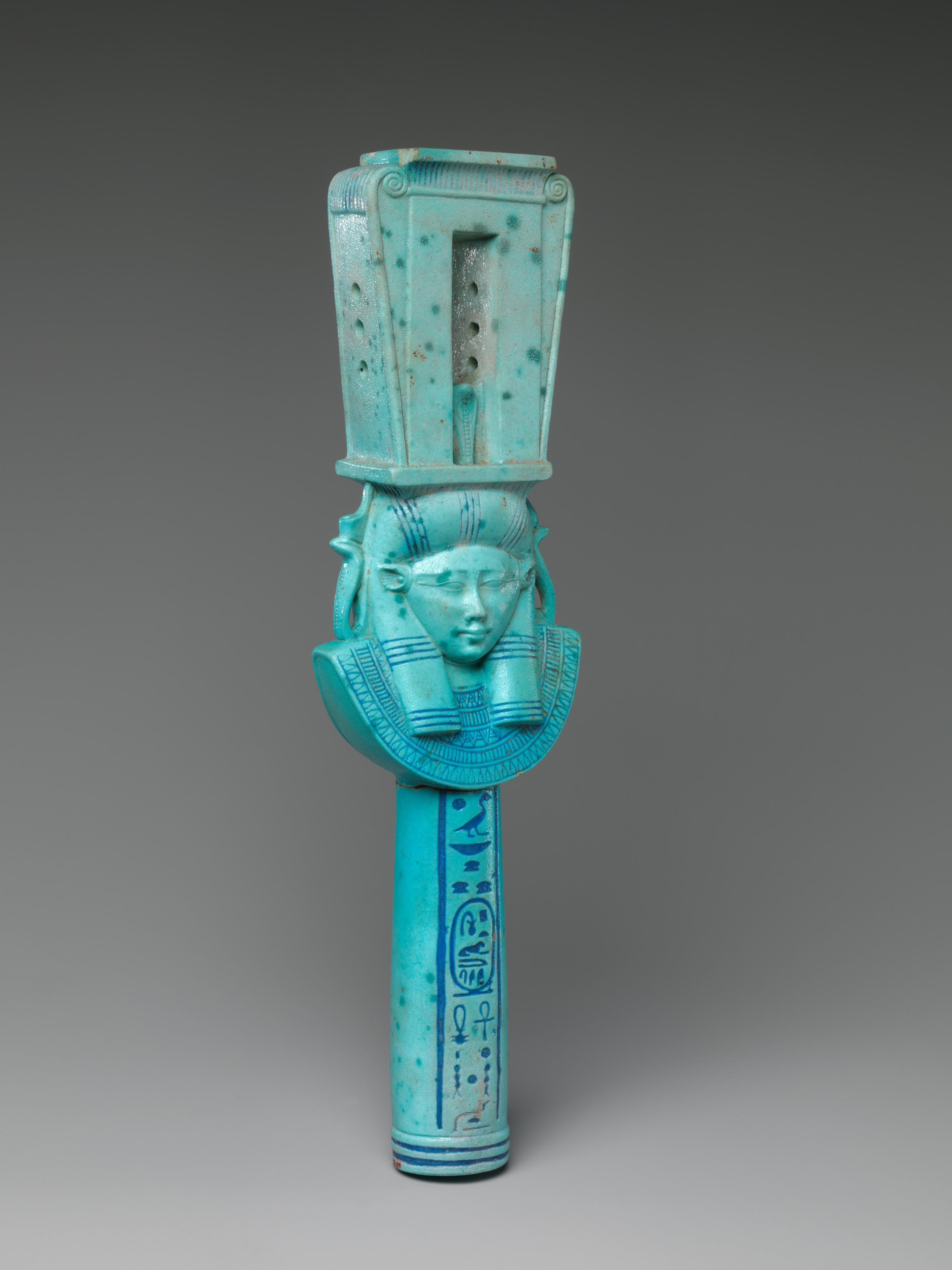
프톨레마이오스 1세 통치 시기의 소귀를 가진 하토르의 머리가 있는 파이안스로 만든 시스트룸 (Sistrum). 색은 전통적인 이집트의 색상에서 프톨레마이오스 시기 파이안스의 특징이 조금 더 나는 색상 사이의 중간이다.

### 미술
프톨레마이오스의 미술은 프톨레마이오스 통치 기간 (기원전 305-30년)에 만들어졌으며, 프톨레마이오스 제국 내에서 주로 집중되었다.
시간이 지남에 따라, 이 시기의 미술은 고유의 생명성을 갖게 되었고; 가장 먼저 프톨레마이오스 미술의 작품들은 이집트와 헬레니즘 양식에서 분리되어 존재했으며, 반면 시간이 지남에 따라 특징들을 통일하기 시작했다. 이집트 미술 양식의 연속은 이집트의 관습들을 유지하는 프톨레마이오스의 약속을 입증한다. 이 전략은 그들의 통치를 합법화하는데 도움을 주었을 뿐만 아니라 대중들을 회유했다. 그동안에 그리스 양식 미술 역시도 이 시기에 만들어졌고 대부분 고유의 제1 종교적 기능을 바꾸지 않고서는 크게 변경될 수 없었던 조금 더 전통적인 이집트 미술에 평행하게 존재했다. 이집트 양식의 많은 사용은 전통적인 이집트의 관습들을 유지하는 프톨레마이오스의 약속을 입증한다. 이집트 왕의 역할이 나라의 종교와 복잡하게 묶여있는 것처럼, 그들의 전략은 통치를 합법화하는 것 뿐만 아니라 대중들을 회유하는데도 도움을 줬다.
그 예로 프톨레마이오스의 이름이 새겨진 파이안스 시스트룸은 언뜻보기에는 상단의 소용돌이꼴처럼 일부 그리스의 특징을 지녔지만, 신왕국의 제18 왕조에 상당히 동일한 시스트룸과 막대기의 많은 예시가 있다. 그러므로 완전한 이집트 양식이라 할 수 있다. 왕의 이름을 제외하고, 프톨레마이오스 시기에 이것의 구체적으로 날짜를 기록한 다른 특징들도 존재한다. 가장 구분되는 것은 파이언스의 색상이다. 애플 그린, 딥 블루, 라벤더 블루는 이 시기에 가장 흔하게 쓰인 세 가지 색상며, 초창기 이집트 왕국들의 특징적인 색상의 변화이다. 이 시스트룸은 프톨레마이오스 제국의 시작 시기에 걸맞는 중간적인 색소로 나타냈다.
프톨레마이오스 2세 통치 시기에 아르시노에 2세는 독립적인 신 또는 신성한 존재의 의인화로서 신격화되었고 성소와 이집트, 헬레니즘의 신들 (이집트의 이시스, 그리스의 헤라)에 관련한 축제들이 주어졌다. 그 예시로, 아르시노에 2세라고 여겨지는 두상은 이집트의 여신으로서 신성화했다. 하지만 프톨레마이오스 여왕의 대리석 두상은 헤라로서 아르시노에2세를 신성시했다. 이 시기의 동전들 역시도 여신이 씌워주고 왕실의 여성을 신격화하는 디아뎀을 쓰고 있는 아르시노에 2세를 보여준다.

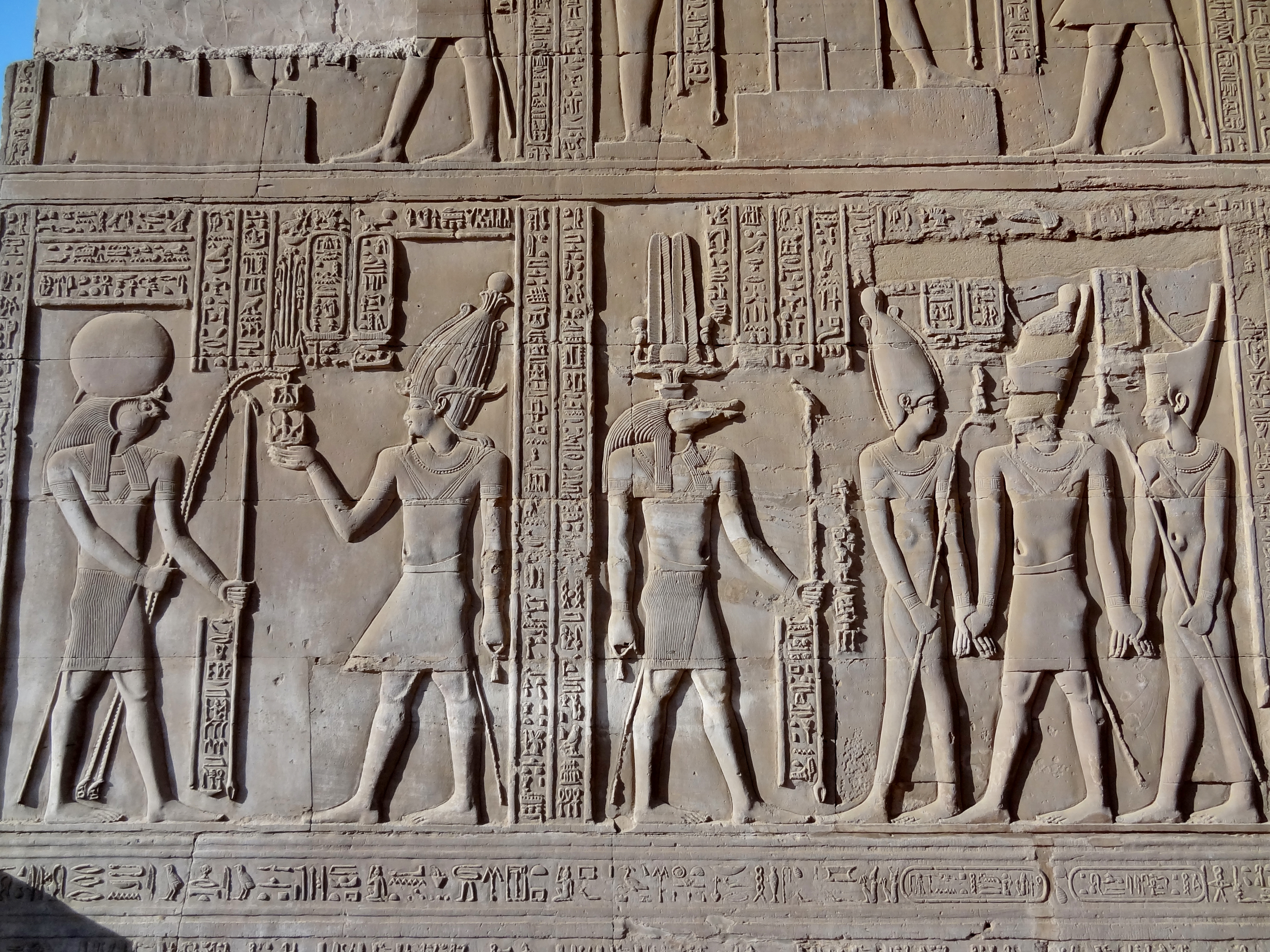
호루스에게 세드 상징을 받는 프톨레마이오스 8세를 묘사하는 콤 옴보 신전의 부조.

아르시노에 2세의 조각상은 남편인 프톨레마이오스 2세가 시작한 특정 사후 숭배로서 그녀가 사망 뒤인 기원전 150년-100년 전에 만들어졌다. 이 조각상 역시도 그리스와 이집트 미술의 융합의 예시이다. 지지 기둥과 여신의 걷는 자세가 특정적인 이집트의 것 임에도, 그녀가 쥐고 있는 풍요의 뿔과 머리 모양은 그리스의 것이다. 둥근 눈, 두드러진 입술, 전체적으로 어려보이는 특징 역시나 그리스 영향을 보여준다.

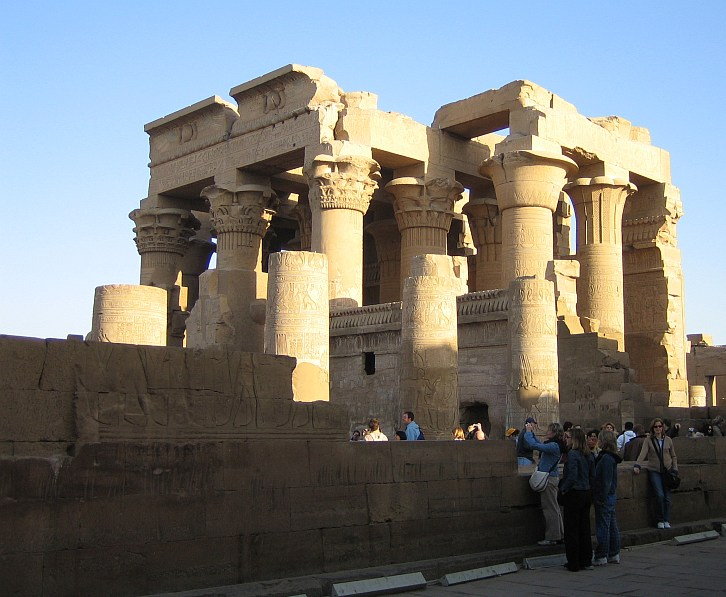
콤 옴보 신전은 프톨레마이오스 왕들에 의해 기원전 180년-기원전 47년 상이집트에 지어졌고 로마인들에 의해 개조되었다. 두 개별적 신들에 헌정된 두 개의 구조물로 이뤄진 이중 신전이다.

프톨레마이오스 시기 중반에 이집트와 그리스 요소의 융합에도 불구하고, 프톨레마이오스 왕국은 중요한 신전 건축을 이집트의 전통적 미술을 바탕으로 한 발전의 존속이라고 생각했다. 이러한 행동은 지배자들의 사회적, 정치적 중심지를 확장시켰고 토착인들이 만족할 이집트 신들에 대한 충성심을 나타냈다. 프톨레마이오스 왕국은 중요한 신전 건축을 이집트 제30왕조으로부터 발전의 연장이라 생각했다. 이러한 행동은 지배자들의 사회적, 정치적 중심지를 확장시켰고 토착인들이 만족할 이집트 신들에 대한 충성심을 나타냈다. 신전들은 이집트의 신왕국과 말기 왕조 양식을 유지했지만 재원을 외국 지배자들에 의해 자주 제공받았다. 신전들은 파일론, 트인 코트, 하이포스타일, 어둡고 중앙에 위치한 성소를 기본 계획으로 한 우주적 세계의 본보기였다. 기둥과 부조에 글귀를 나타내는 방식은 프톨레마이오스 왕조 시기에 형식화 되고 굳어졌다. 이 시기의 표현된 부조와 기둥의 장면들은 신왕국 시기 시기 이전에 볼 수 있었던 것보다 글씨가 그림 비율보다 많은 글씨 형태의 명문으로 나타났다. 그 예로, 콤 옴보 신전의 부조는 글귀로 된 2개의 수직된 기둥 의해서 다른 장면들과 구분되었다. 콤 옴보의 장면의 그림들은 부드럽고, 둥글며, 30왕조 동안에 지속된 고육조이다. 이 부조들은 프톨레마이오스 왕들과 이집트의 신들 사이의 상호작용을 나타냈으며, 프톨레마이오스 왕조의 이집트 통치를 정당화했다.

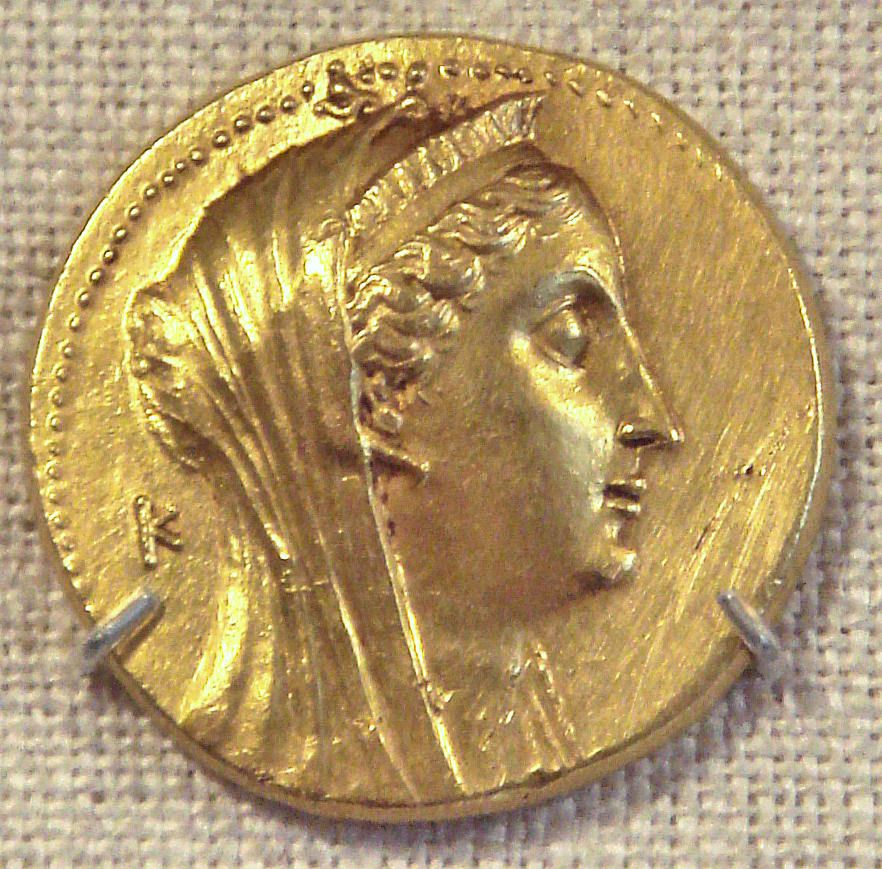
금화에서 신성한 디아뎀을 쓴 아르시노에 2세의 용모

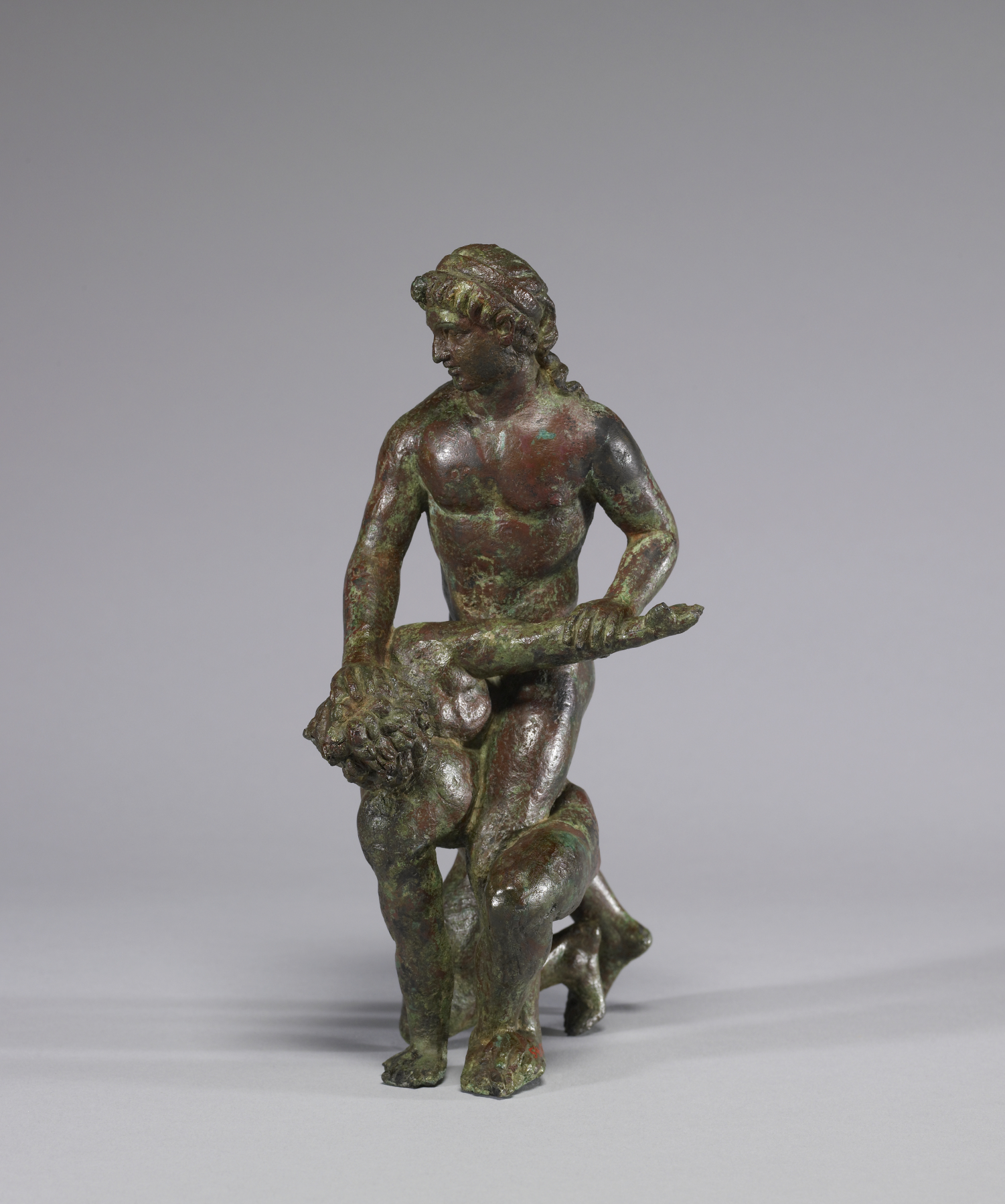
기원전 2세기 초 경 헬레니즘 양식으로 만들어진 적을 굴복시키는 프톨레마이오스 (디아뎀으로 구분)의 청동 우화 군상 (월터스 미술관)

프톨레마이오스 미술에서 이전 왕조에서 보인 현실주의는 약간의 변화를 갖추어 지속되었다. 여성들은 좀 더 젊게 표현되었고, 남자는 이상주의적인 면에서 현실주의적이게 표현됐다.[18][25] 이 현실적인 표현의 예시는 베를린의 녹색 머리이며, 콧등 위에 수직의 주름, 눈가 그리고 코와 입 사이의 주름이 있는 비이상주의적 얼굴적 특정을 보였다. 그리스 미술의 영향력은 이전에 이집트 예술에 없었고 이집트 배경에 각기다른 머리 모양, 계란형의 얼굴, “둥글고 깊은 생김새”의 눈, 코에 가까워지고 작아지고 줄어든 입 등 그리스적 요소들을 혼합한 얼굴을 강조한 모습을 보였다.[27] 프톨레마이오스 왕조의 초기 인물상들은 유복함의 일반적 개념 뿐만 아니라 통치자의 신성함을 커다랗고 밝은 눈에 연관지어 나타냈다.

### 종교
프톨레마이오스 1세 소테르가 스스로 이집트의 왕이 되었을 때, 그는 세라피스라는 새로운 신을 만들어냈는데, 두 이집트의 신 아피스와 오시리스에다가 그리스의 주요 신들인 제우스, 하데스, 아스클레피오스, 디오니소스, 헬리오스 등을 합친 것이었다. 세라피스는 다산, 태양, 곡물, 장례 의식, 의학에 대한 힘을 가졌다. 많은 사람들은 이 신을 숭배하기 시작했다. 프톨레마이오스 시기에 세라피스 신앙은 새로운 프톨레마이오스계 파라오들의 숭배를 포함했다. 알렉산드리아는 종교적 우위의 도시로서 멤피스를 대체하였다. 프톨레마이오스 1세는 또한 신격화된 알렉산드로스 숭배를 장려하여, 프톨레마이오스 왕국의 신이 되었다. 프톨레마이오스 왕들은 결국에는 신들로서 신앙에 자신들을 연관시켰다.
프톨레마이오스 2세의 아내 아르시노에 2세는 그리스 여신 아프로디테로 종종 묘사되지만, 그녀는 양의 뿔, 타조의 깃털, 이집트의 왕족 또는 신성함을 나타내는 다른 전통적인 것들을 썼다. 그녀는 부조의 종교적인 면에서 표현할 때는 독수리 쓰개를 썼다. 마지막 프톨레마이오스 계인 클레오파트라 7세는 여신 이시스 특성을 가진 것으로 자주 묘사된다. 그녀는 종종 쓰개로서 작은 왕관을 쓰거나 조금 더 전통적인 두 개의 뿔 사이의 태양 원반을 썼다.
공물을 위한 전통적인 목록도 프톨레마이오스 시기 부조에서 사라졌다. 남자 신들도 조금 더 인간처럼 만들기 위해서 꼬리를 더 이상 그리지 않았다.
프톨레마이오스 시기에 나타난 공공 석비는 개인의 보호를 목적으로 만들어진 표석 및 종교적 물체였다. 이 기이한 석비는 석회암, 녹니편암, 메타경사함 같은 다양한 성분들로 이뤄졌고 보건 문제와도 연관되어 있다. 프톨메이오스 기간에 표석들은 이집크 신 호루스의 형태를 어린 아이로 나타냈다. 이 호루스의 묘사는 호루스가 마력을 지닌 케미스의 늡지대 (아크밈이라고도 알려짐)에 위험한 생물들을 상대로 승리를 거둔 그의 신화적인 모습을 나타낸다. 따라서, 사람들은 보호 목적으로 표석을 유지하려 했을 것이다.

### 사회
그리스인들은 이집트의 토착 귀족들을 대체하며, 이집트의 새로운 권력층을 형성했다. 전반적으로, 프톨레마이오스 왕조는 이전의 외국인 통치자들이 했던 어떤 조치를 훨씬 뛰어넘는 변화를 가져왔다. 그들은 자신들의 권력과 재산을 키우기 위해 종교와 전통을 사용했다. 그들이 번영하는 왕국, 뛰어난 건물들을 세웠음에도, 토착민들은 조금의 해택을 누렸고, 빈번히 반란이 일어났다. 이 민족주의 표출은 프톨레마이오스 6세 통치 시기에 절정에 이르렀고, 다른 이들은 한 구역 이상을 차지하여 토착 “파라오”로서 통치했다. 이 사태는 19년이 지나 그들을 진압하는데 성공한 프톨레마이오스 5세 에피파네스 (기원전 205년-기원전 181년) 시기에서야 줄어들었지만, 근본적인 불만은 지속되어 왕조 말기에 반란이 다시 생겼다.
가문의 분쟁은 프톨레마이오스 8세 에우게테스가 그의 형제 프톨레마이오스 6세 필로바토르와 싸우고 잠시 왕위를 차지하던 왕조 말년에 영향을 미쳤다, 이 분쟁은 기원전 118년에 그들이 사면 칙령을 발휘할 때까지 그의 자매와 조카 (둘다 그의 아내가 되었다.)에 의해 계속되었다.

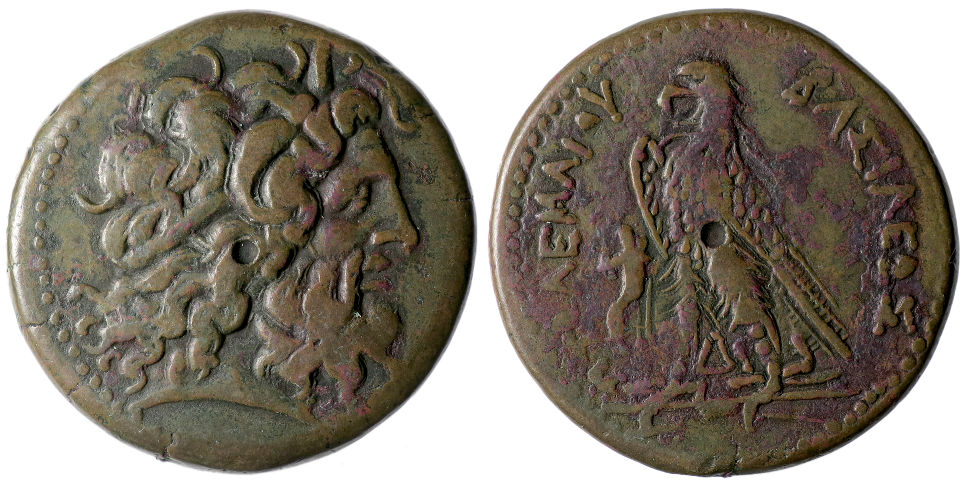
프톨레마이오스 시기의 큰 청동 주화들의 예시들이 프톨레마이오스 5세 시기에 주조됐다.

### 주화
프톨레마이오스 이집트는 금화, 은화, 동화 등 여러 주화들로 유명했다. 특히 3가지 금속 모두 커다란 동전들을 발행하는 걸로 유명했는데, 특히 금화 펜타드라큼과 옥트라큼, 그리고 은화 테트라드라큼, 데카드라큼, 펜타카이데카드라큼이 유명했다. 프톨레마오스 주화는 1486년에 상당한 크기의 동전 (특히 은화)가 상당한 양으로 제조된 굴덴그로셴이 도입 때까지는 중요성이 적었다..

### 군사

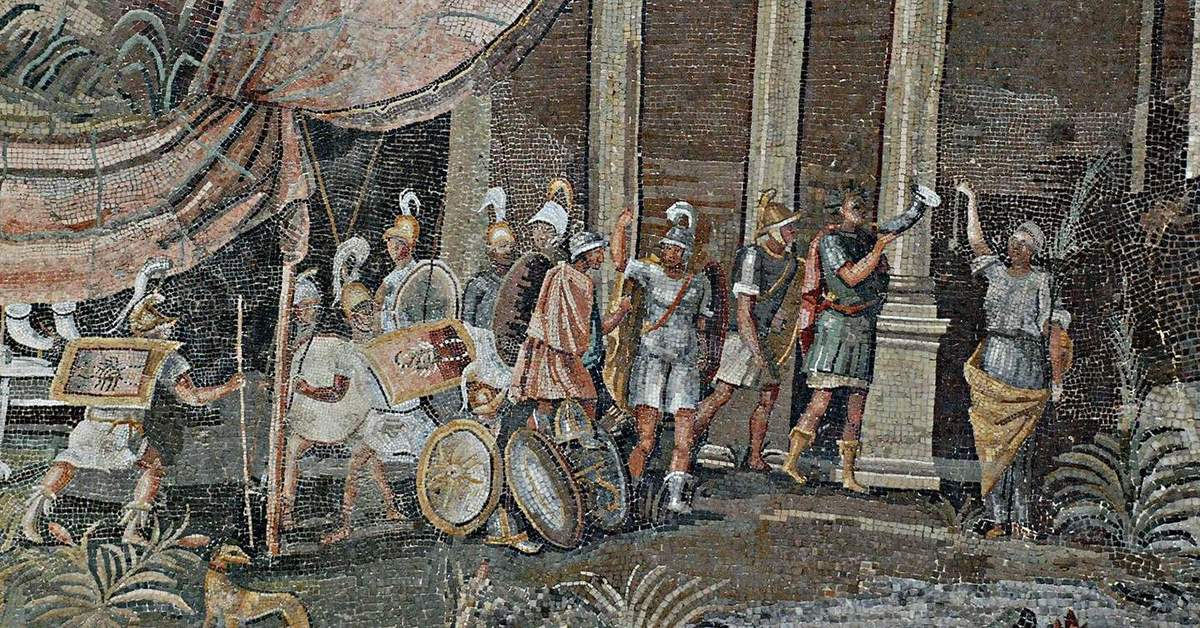
기원전 100년의 유물인 팔레스트리나의 나일강 모자이크에서 튜닉을 착용한 헬레니즘 방식의 병사.

알렉산드로스 대왕 이후 그리스 본토 밖의 다른 헬레니즘 국가들과 같이 프톨레마이오스 이집트의 군대는 마케도니아 팔랑크스를 바탕으로 했고 마케도니아인과 토착민 군대가 함께 싸우는 특징을 이뤘다.
프톨레마이오스 군사는 그들의 영토 전역 출신의 다양한 민족들로 구성되었다. 먼저 군사의 대다수는 군복무를 대가로 토지를 부여받은 가난한 그리스 정착민들로 이뤄졌다. 이들은 프톨레마이오스 군대의 과반수였다.
프톨레마오스가 많은 전쟁에 개입하면서, 많은 가난한 마케도니아인 병력들이 줄어들었고 그리스 본토에서 이주해온 소수의 그리스인만이 있어서, 그들은 왕실 경호원,  장교 및 지휘관으로서 지냈다. 토착민 군대는 배반과 지역 반란군들을 돕는 경향 때문에 경시되고 신뢰하지 않았다. 하지만 프톨레마이오스 쇠퇴기에는 영향력을 얻어 일반적인 병력이 되었다.
프톨레마이오스는 이집트의 막대한 부를 알려진 세계 전역의 다양한 용병들을 고용하며 그들의 이점으로 사용했다. 에티오피아인들은 갈라티아인, 미시아인, 그외 민족들과 함께 프톨레마이오스 군대에 복무한 것으로 알려져 있다.
키프로스, 크레타, 에게해 제도, 심지어는 트라키아에 이르는 동부 지중해를 따라 퍼져있는 그들의 다양한 영토를 가진 프톨레마이오스는 셀레우코스, 마케도니아 같은 적들에게서 본토와 멀리 떨어진 요새들을 방어하기 위해선 큰 해군력이 요구되었다.

## 도시

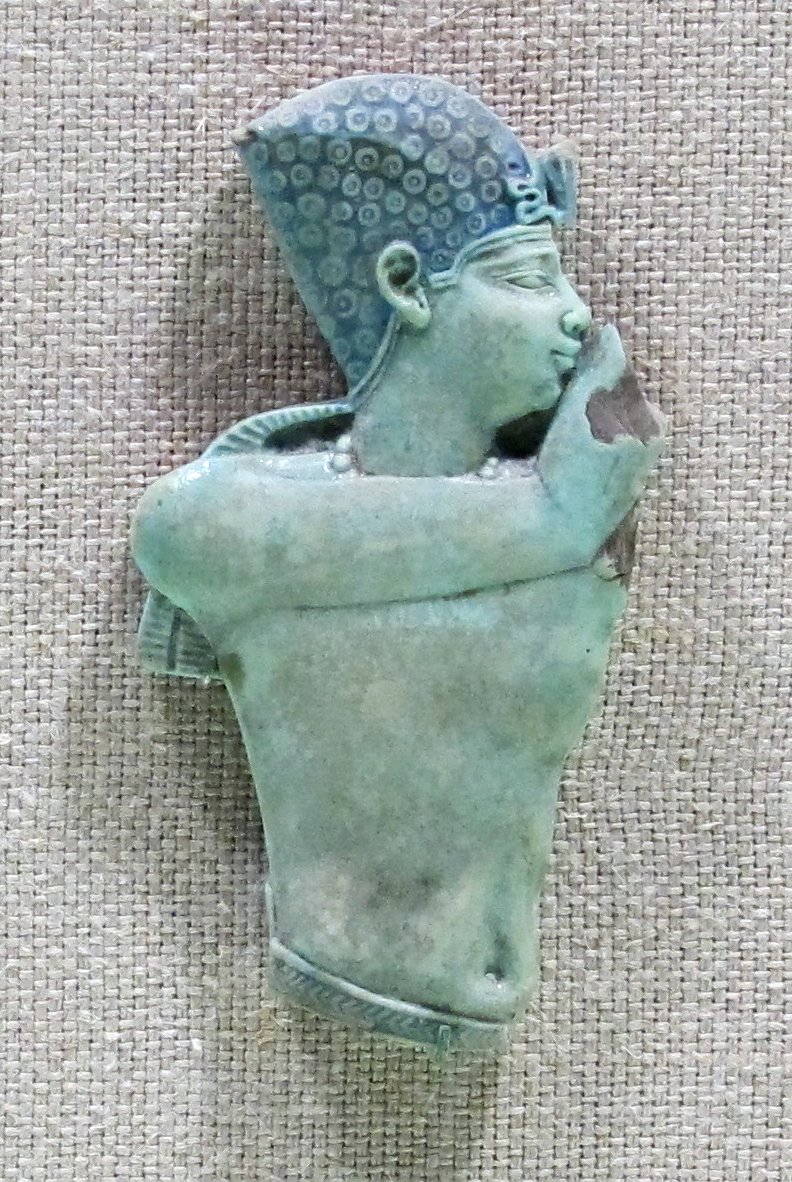
목제에 아플리케를 한 왕의 이집트 파이언스

이집트를 통치하는 동안, 프톨레마이오스 왕조는 그들의 제국 전역에 많은 그리스 정착지들을 세웠고, 새로이 정복한 사람들을 그리스화 시키거나 그 지역을 보강했다. 이집트는 알렉산드리아, 나우크라티스, 프톨레마이스 등 단 세 개의 그리스 주요 도시만이 있었다.

### 나우크라티스
세 개의 그리스 도시 중 하나인 나우크라티스는 현재의 부하이라주에 있다. 알렉산드리아의 설립으로 무역적 중요도는 감소했음에도, 그리스 도시 국가로서 생활을 조용히 지속했다. 알렉산드로스의 죽음과 프톨레마이오스의 이집트 왕 칭호 장악 사이 기간에 나우크라키스는 심지어 자체적인 주화도 발행했다. 그리고 프톨레마이오스와 로마 시기 나우크라티스 시민들이던 많은 수의 그리스인들의 문서들의 숫자는 헬레니즘 문화권 범위에서 나우크라티스가 헬레니즘 전통을 유지하고 있음을 나타낸다. 프톨레마이오스 2세는 나우크라티스에게 그의 관심을 주었다. 그는 커다란 테메노스로 향하는 부서진 입구를 메꾸기 위해 대략 높이 100 미터 (330 ft)에 폭 18 미터 (59 ft) 가량의 커다란 석회석 구조물들을 세우고, 테메노스 건물 내부 공간의 구조를 강화하며 재건하였다. 플린더스 페트리 경이 테메노스를 인용하는 글을 쓸 당시에는 그곳을 헬레니온과 동일시여겼다. 하지만 에드거는 그 건물이 그리스 건물이 아니라 이집트 신전과 관련 있다고 지적했다. 그러므로 나우크라티스는 일반적으로 그리스적 성격을 띔에도 이집트적 요소를 가졌다. 나우크라티스는 프톨레마이오스 시기에 번영하여 "우리는 로도스나 다른 곳에서 많이 발견되는 손잡이 달린 수입산 암포라들을 볼 수 있다.” 제논의 파피루스는 펠루시움에서 프톨레마이오스의 수도로 향하는 내륙로의 휴식처일뿐만 아니라, 멤피스에서 알레산드리아까지 이르는 내륙 항로의 핵심 항구라고 나타낸다. 나우크라티스는 행정 체계상 사이테 놈 (Saïte nome)에 속했다.

### 알렉산드리아

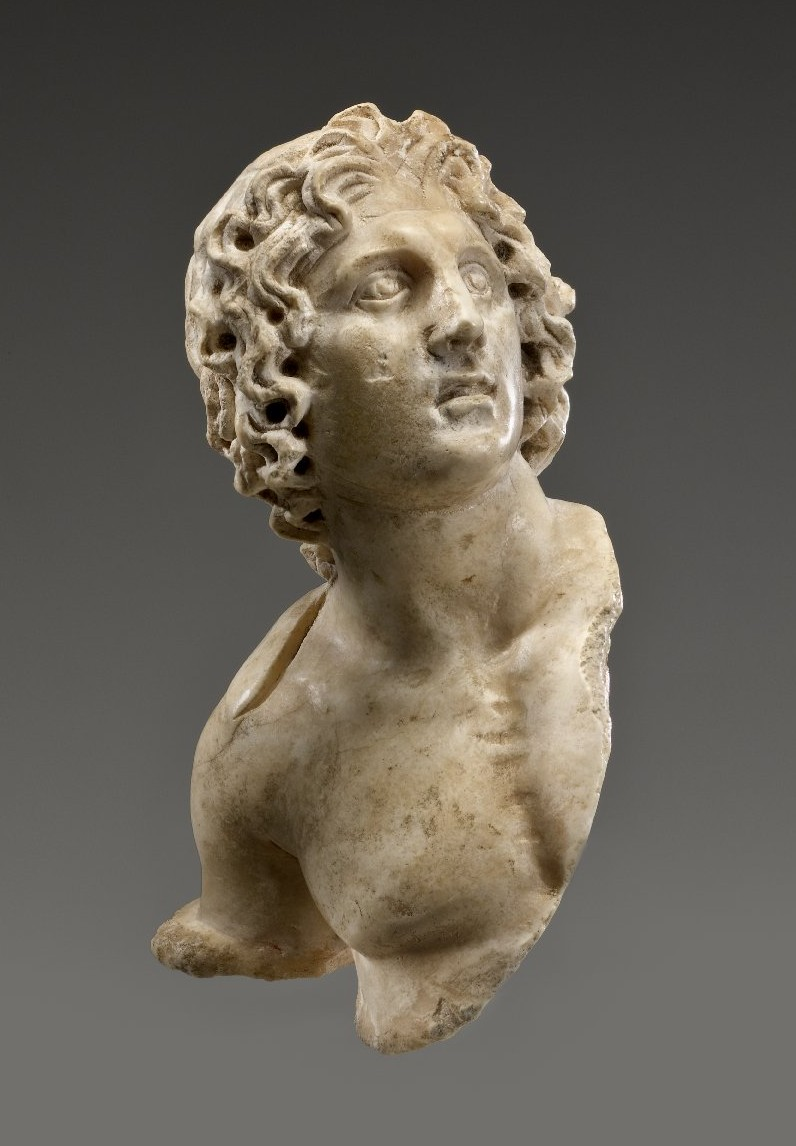
알렉산드로스 대왕, 기원전 356년 – 기원전323년 브루클린 미술관

고대시대와 오늘날까지 이집트의 지중해 핵심 항구인 알렉산드리아는 기원전 331년 알렉산드로스 대왕이 세웠다. 플루타르코스에 의하면, 알렉산드로스의 도시 건설 계기가 “그의 이름을 담아야하며 크고 많은 인구의 그리스 도시를 세우는”는 알렉산드로스의 바람이었다고 알렉산드리아인들이 믿었다고 한다. 나일강 하구 최서단의 서쪽으로 30km에 위치한 이 도시는 강을 따라 항구를 지속적으로 쌓이는 퇴적물에 면역 되어 있었다. 알렉산드리아는 프톨레마이오스 1세 (기원전 323년 - 기원전 283년 재위)의 그리스화된 이집트의 수도가 되었다.  부유한 프톨레마이오스 왕조 하에서, 도시는 아테네가 지닌 헬레니즘 세계의 문화적 중심지라는 지위를 금세 능가했다.

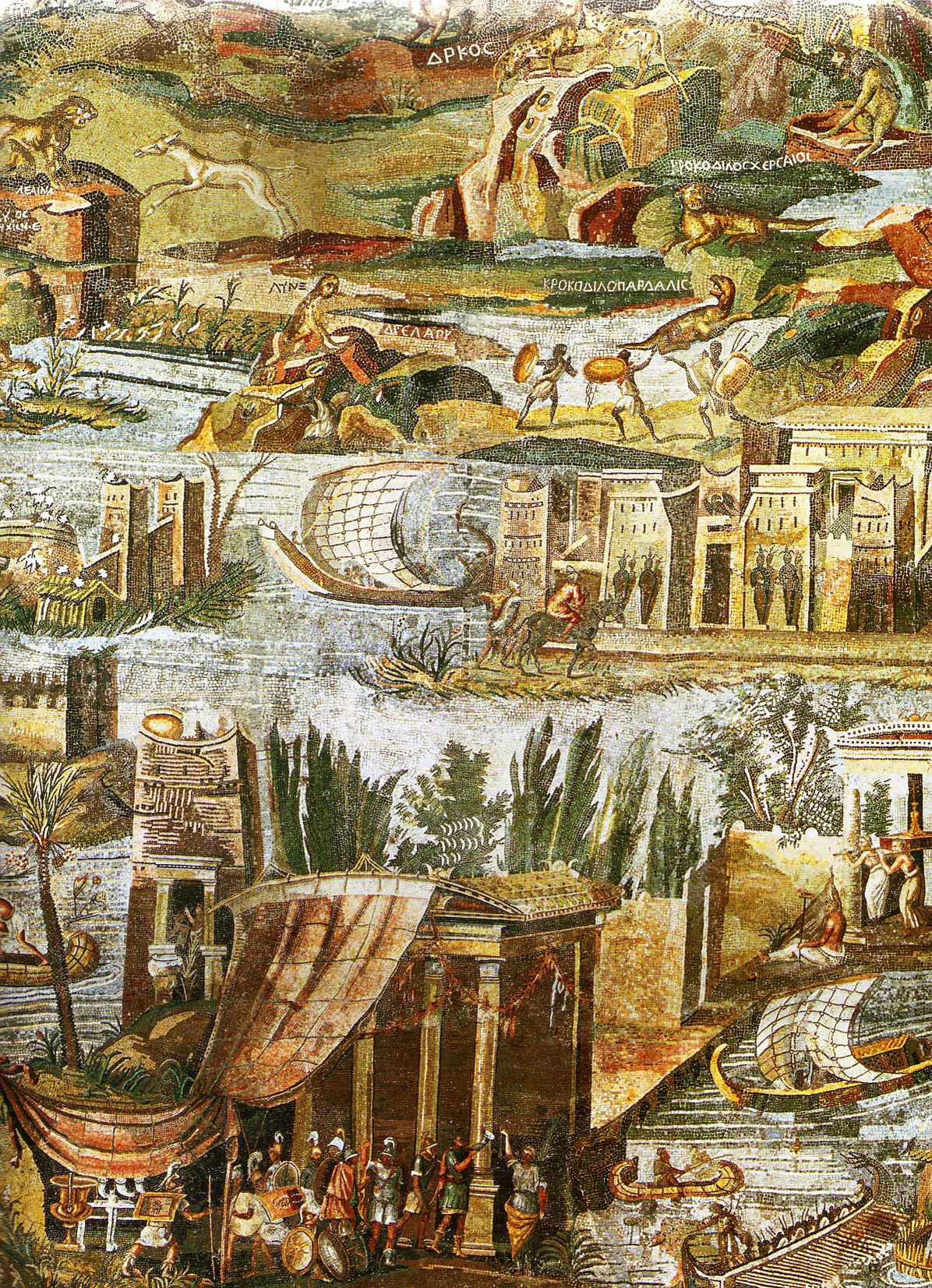
기원전 100년 경의 프톨레마이오스 이집트를 보여주는 팔레스트리나의 나일강 모자이크

바둑판 모양으로 정리된 알렉산드리아는 북쪽으로는 바다와 남쪽으로늗 마레오티스 호수 사이의 땅에 위치했다. 1마일의 4분에 3이 넘는 길이의 인공 둑길이 북쪽으로 파로스섬까지 뻗어있어, 그러므로 동쪽과 서쪽에 이중 항만을 형성했다. 동쪽에는 대항구라고 불리는 주요 항구였으며, 왕궁과 그 유명한 알렉산드리아 도서관과 무세움을 포함한 핵심 건물들을 마주했다. 파로스섬이 보이는 대항구의 입구에는 기원전 280년 경에 세워진 등대가 세워져 있었다. 오늘날은 파괴된 그 등대는 유래없는 높이 (140m 추정)로 세계 7대 불가사의 중 하나로 간주되었다. 창문이 달린 망루로서, 꼭대기에는 금속으로 된 쇠바구니와 구원자 제우스의 조각상이 있었다.
그 당시 세계에서 제일 큰 도서관인 알렉산드리아 도서관은 수십만권의 책들을 소장했고 학자들과 시인들이 기거 및 고용하였다. 유사한 학술 복합 단지는 무세움 (무세이온, Mouseion, “뮤즈들의 홀”)이었다. 기원전 280년 - 기원 240년 경의 알렉산드리아의 잠깐의 문예 황금기 동안 도서관은 칼리마코스, 아폴로니오스 로디오스, 테오크리토스 세 명의 시인들에게 보조금을 주었고, 이들의 작품들은 헬레니즘 최고의 문학이라고 나타낸다. 도서관과 관련있는 다른 사상가들이나 프톨레마이오스 왕조의 후원을 받는 이들에는 수학자 에우클레이데스 (기원전 300년 경), 발명가  아르키메데스 (기원전 287년  – 기원전 212년 경), 박식가 에라스토테네스 (기원전 225년 경)가 있다.
세계적으로 번영하는 알렉산드리아는 그리스인, 이집트인, 그리고 알렉산드리아내에서 그들의 지구를 가졌던 상당수의 유대인들을 포함한 동방인들등 다양한 인구를 지녔다. 유대인들과 그리스인들 사이에 정기적으로 분쟁이 일어났다. 스트라본에 의하면, 알렉산드리아에는 토착 이집트인, 외국 용병들과 폴리비우스가 기원, 관습들을 그리스의 것이라고 인식한 알렉산드리아 부족들이 폴리비우스 시기에 거주했다고 한다.

알렉산드리아는 프톨레마이오스 통치하에서 평화로운 정치 시기를 누렸다. 이집트의 나머지 지역과 함께 기원전 30년에 로마로 넘어갔고, 로마 제국의 제2의 도시가 되었다. 

### 프톨레마이스 헤르미오우
프톨레마이오스 헤르미오우(Ptolemais Hermiou)는 이집트 정복 후에 세워졌으며 나일강에서 640km 위에 있고(현재 소하그 주), 고대 이집트의 도시 티니스에서 이름이 붙여진 노움에 있는 마을인 프소이 (Psoï)가 있던 곳에 세워졌다. 알렉산드리아가 알렉산드로스 대왕의 이름과 숭배를 영속시켰다면, 프톨레마이스는 프톨레마이오스 왕조 창시자의 이름과 숭배를 영속시켰다. 나일 계곡의 황량한 언덕과 이집트의 하늘을 배경으로, 여기에, 그리스 문화의 일반적인 건축 양식을 의심의 여지 없이 보여주는 공공 건물, 신전과 극장, 그리스 혈통의 시민, 그리스 도시의 제도를 가진 그리스 도시가 세워졌다. 알렉산드리아가 의회와 입법기관을 가졌는지 아닌지에 대한 의문이 있지만 프톨레마이스에 대해서는 의문이 없다. 프톨레마이오스 왕들이 그들의 왕궁에서 동떨어져 있던 여기 사람들에게 자치를 허가했을 가능성이 있다. 우리는 더욱이 프톨레마이스인들의 입법 기관을 허용하고, 일반적인 그리스의 정치적 전통들이 나타낸 칙령들이 새겨진 돌이 있다. 지방 자치관 도레온 (Doreon)의 아들 헤르마스 (Hermas)가 제청자였고, 반면 프리테니스는 8년 동안 무사에우스의 아들 디오니시우스와 동료였고 프리타이네스라는 점 등 의회와 시민들에게 좋은 것처럼 보였다.

## 인구

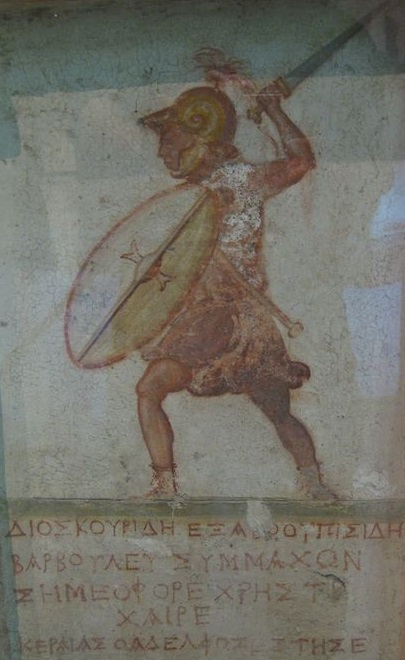
프톨레마이오스의 투레오포로스를 보여주는 기원전 2세기 것으로 추정하는 디오스코우리데스의 석비. 프톨레마이오스 왕국 군대의 “로마화”를 나타나는 전형적인 예시이다.

프톨레마이오스 왕국은 이 시기 이집트에 정착하여 고향으로 삼은 이들이 다양했다. 이 기간에 프톨레마이오스 1세 소테르 휘하의 마케도니아군은 토지를 부여받았고 자신들을 새로운 지배계층으로 만드는 이집트에 정착하도록 수만명의 그리스인 그들의 가족들을 데려왔다. 토착 이집트인들은 프톨레마이오스 정부에서 사소한 작은 일이긴 하지만 일들을 계속해서 가졌으며, 주로 하위직이였고 외국인들보다 많았다. 프톨레마이오스계 파라오 재위 동안에 많은 유대인들이 싸움꾼으로 알려져 수 천명이 인근 유다이아에서 유입되었고 중요한 존재감을 확보했다. 다른 외국인들도 정착했으며, 심지어 갈라티아 용병들도 초청받았다. 이집트에 정착한 외국인들 중에, 지배 계층, 그리스인들은 가장 중요한 이들이었다. 그들은 토착민들과 나란히 도시와 마을에서 사회 집단을 형성하며, 농장주로서 전역에 어느정도 퍼져있었고, 얼만큼은 기원전 600년에 세워진 구도시 나우크라티스 (아시리아의 축출 이후 그리고 페르시아의 침입 이전의 이집트의 독립 시기) 그리고 2개의 신도시들인 바다의 알렉산드리아, 상이집트의 프톨레마이스 등 3개의 그리스 도시들에 얼만큼 모였다. 알렉산드로스와 그의 셀레우코스 후계자들은 그들의 영토에 많은 그리스 도시들을 세웠다.
그리스 문화는 자신이 헬레니즘 세계의 진정한 패자라는걸 나타내고 싶어하던 왕이 이 목표를 위해 하는 도시 국가의 생애와 아주 밀첩한 관련이 있지만, 그리스인으로서 빛나고 싶은 열망이 있는 이집트 왕은 그리스인들의 공화정의 전통, 독립에 대한 열망, 다른 나라들이 그랬던 것처럼 한 나라에서 관료주의적 중앙 집권화에 도움을 주는데 불편한 요소들을 지닌 그리스 도시들을 세웠다. 그리하여 프톨레마이오스 왕들은 이집트 내에 도시 국가들의 숫자를 알렉산드리아, 프톨레마이스, 나우크라티스로 어느 정도 제한하였다.
이집트 외부에서, 이들은 키레네, 키프로스, 에게해의 섬들과 해안에 있는 오래된 그리스 도시들을 포함한 그들의 영토에 있는 그리스 도시들을 지녔지만, 이들은 이집트의 세 개 도시들보다 훨씬 작았다. 프톨레마이스, 아르시노에, 베레니케 같은 이름을 지닌 작은 도시들에도 그리스인 공동체들이 어느 정도 사회 생활이 존재했고 많은 오래된 이집트 도시들에서도 유사한 그리스인 무리들이 있었지만, 도시 국가의 정치적 형태를 갖춘 곳들은 없었다. 만약 이 도시들이 정치적인 의회가 없었다면, 젊은이들을 위한 대학교 육의 목적으로 제공되는 헬레니즘의 필수적인 김나시움이 있었다. 나일강에서 멀리 떨어진 옴비 (Ombi) 지역 그리스인들의 김나시움이 기원전 136년-135년에 세워졌는데, 이곳은 의회 결의안을 통과시켰고 왕과 동일시했다. 또한 기원전 123년에는 도시들인 크로코딜로폴리스 (Crocodilopolis)와 헤르몬티스 (Hermonthis) 사이의 분쟁이 상이집트에서 있었는데, 크로코딜로폴리스에서 파견된 협상자들은 김나시움에 소속된 젊은이들였으며, 그리스 전통에 따라, 다른 도시에서 온 협상자들과 빵과 소금을 먹었다. 그리스 세계의 모든 그리스어 억양들이 헬레니즘 세계에서 공용어였던 코이네 그리스어로 점차 흡수되었다. 일반적으로 프톨레마이오스 이집트의 그리스인들은 자신들이 높은 문명의 대표자라고 느꼈지만, 이집트 토착 문화에 호기심이 많았다.

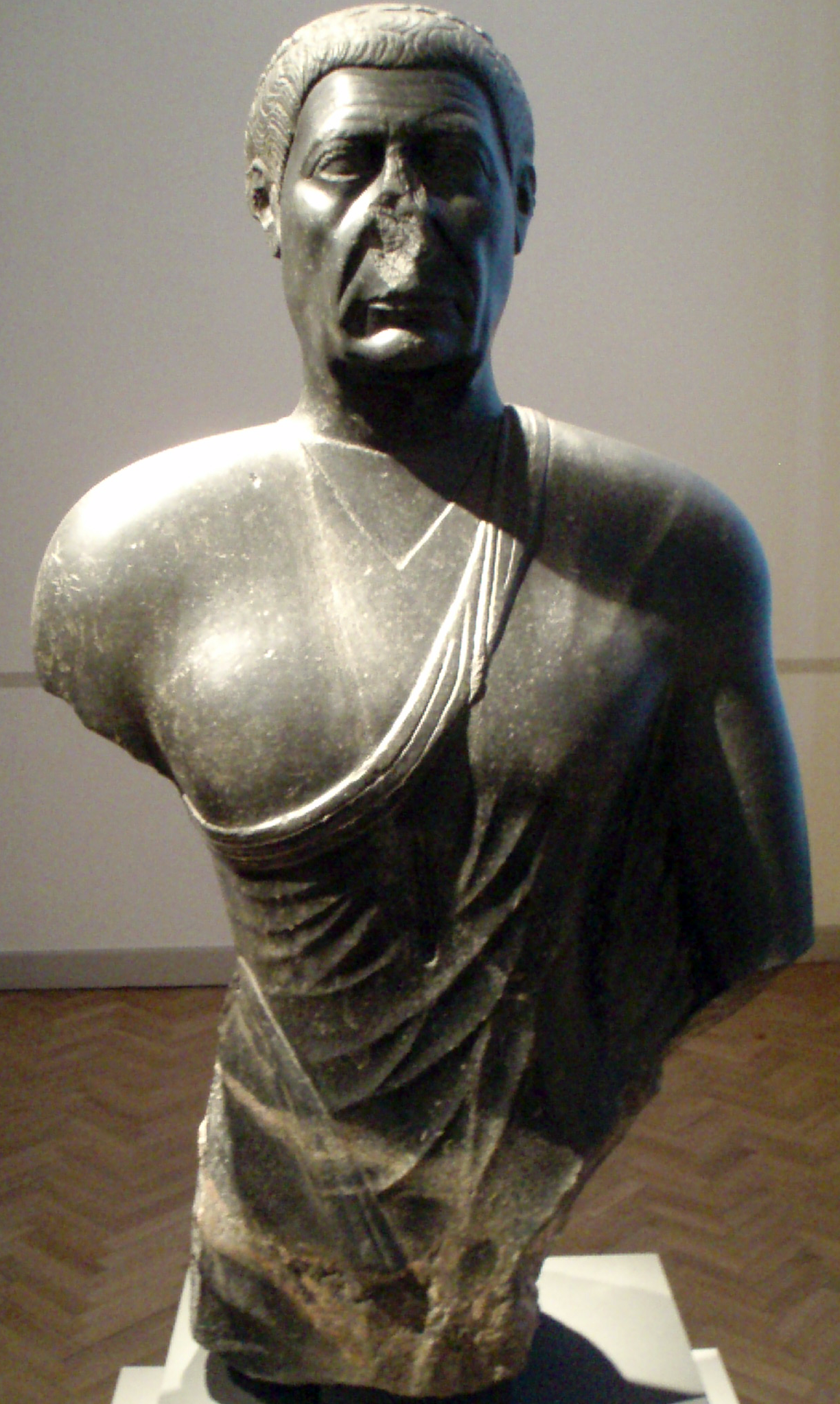
기원전 300년-250년 경의 프톨레마이오스 시대의 흉상, 베를린 구 박물관 소장

### 유대인
이집트에 거주하던 유대인들은 본래 레반트 남부에서 이주해왔다. 유대인들은 당시 이집트의 우세 언어였던 그리스어를 흡수하여, 히브리어에 상당히 많은 양을 혼합시켰다. 유대교 경전의 그리스어 번역본인 칠십인역이 등장했고, 프톨레마이오스 2세 통치 시기 동안에 왕실의 강요에 의하여 70명의 유대인 번역가에 의해 쓰였다. 그것은 역사가 플라비우스 요세푸스에 의해 확인된 것인데, 그는 세상에 존재하는 모든 책들을 수집하고 싶어하던 열망이 있는 프톨레마이오스가 데메트리우스 팔레레우스에게 유대교 고위 사제들과 함께 그의 도서관을 위해 유대교 율법서를 번역하는 작업을 구성하는 임무를 맡겼다고 기록했다. 추가로 요세푸스는 데메트리우스와 프톨레마이오스 2세가 살던 때인 기원전 3세기를 칠십인역의 기원 시기로 두었다. 유대교 전승에 따르면, 70명의 저술가들이 기억에 관계없이 그들의 번역서를 썼는데, 이런 결과물이 모든 서적들에서 동일했다.

### 아랍인
1990년에 프톨레마이오스 2세 필라델포스 시기의 카우누스의 제노가 쓴 2,000장이 넘는 파피루스들이 발견되었는데, 이 문서들은 나일강과 홍해 사이의 지역의 아랍인들을 최소한 19번을 언급한 내용을 담았으며,  "10인대"라는 업무를 부여받아 경찰로서의 그들의 직업을 언급했고, 몇몇 이들은 양치기로 언급됐다. 프톨레마이오스 왕국의 아랍인들은 프톨레마이오스의 침공 기간에 몇몇 프톨레마이오스 지도자들의 군대에 낙타 부대들을 제공했지만, 그들은 이집트나 시리아 왕국 아무에게도 충성을 하지 않아서, 그들은 프톨레마이오스 왕국과 그들의 적들 양쪽 모두를 약탈하고 공격하였다.

## 농업
초창기 프톨레마이오스는 관개를 통해 경작지를 늘렸고  목화와 포도주 생산에 보다 나은 포도 품종들 같은 작물들을 도입했다. 또한 그들은 외국과의 교역으로 사치품 사용을 늘렸다. 그들은 부유해졌고 이집트 문화를 흡수했다. 프톨레마이오스와 그의 후손들은 이집트의 왕실 예복을 받아들였고 이집트의 신들을 숭배하고 그들에 개한 신전을 건설하는 등 이집트의 종교를 자신들의 것으로 하였으며, 심지어는 미라 처리를 하여 히에로글리프로 뒤덮인 석관에 묻혔다.

## 같이 보기
- 안티파트로스 왕조
- 안티고노스 왕조
- 프톨레마이오스의 컵
- 그리스 박트리아 왕국
- 헬레니즘 문명
- 이집트의 역사
- 폰토스 왕국
- 인도 그리스 왕국
- 알렉산드리아 도서관
- 알렉산드리아의 등대
- 셀레우코스 제국

## 추가 문헌
- Burstein, Stanley Meyer (2007년 12월 1일). 《The Reign of Cleopatra》. 오클라호마 대학교 출판사. ISBN 0806138718. 2015년 4월 6일에 확인함.
- Fletcher, Joann (2008), 《Cleopatra the Great: The Woman Behind the Legend》, 뉴욕: Harper, ISBN 978-0-06-058558-7.
- Peters, F. E. (1970). 《The Harvest of Hellenism》. 뉴욕: Simon & Schuster.

## 참고 서적
- Bingen, Jean. Hellenistic Egypt. Edinburgh: 에딘버러 대학교 출판사, 2007 (hardcover, ISBN 0-7486-1578-4; paperback, ISBN 0-7486-1579-2). Hellenistic Egypt: Monarchy, Society, Economy, Culture. Berkeley: 캘리포니아 대학교 출판사, 2007 (hardcover, ISBN 0-520-25141-5; paperback, ISBN 0-520-25142-3).
- Bowman, Alan Keir. 1996. Egypt After the Pharaohs: 332 BC–AD 642; From Alexander to the Arab Conquest. 2nd ed. Berkeley: 캘리포니아 대학교 출판사
- Chauveau, Michel. 2000. Egypt in the Age of Cleopatra: History and Society under the Ptolemies. Translated by David Lorton. Ithaca: 코넬 대학교 출판사
- Ellis, Simon P. 1992. Graeco-Roman Egypt. Shire Egyptology 17, ser. ed. Barbara G. Adams. Aylesbury: Shire Publications, ltd.
- Hölbl, Günther. 2001. A History of the Ptolemaic Empire. Translated by Tina Saavedra. London: Routledge Ltd.
- Lloyd, Alan Brian. 2000. "The Ptolemaic Period (332–30 BC)". In The Oxford History of Ancient Egypt, edited by Ian Shaw. Oxford and New York: 옥스퍼드 대학교 출판사. 395–421
- Susan Stephens, Seeing Double. Intercultural Poetics in Ptolemaic Alexandria (Berkeley, 2002).
- A. Lampela, Rome and the Ptolemies of Egypt. The development of their political relations 273-80 B.C. (Helsinki, 1998).
- J. G. Manning, The Last Pharaohs: Egypt Under the Ptolemies, 305-30 BC (Princeton, 2009).